# Diocèse de Mende
Le diocèse de Mende (en latin de curie : Diœcesis Mimatensis) relève depuis 2002 de la province ecclésiastique de Montpellier. Il recouvre l'intégralité du département de la Lozère. Plusieurs prélats ont participé à son rayonnement et à son indépendance par rapport au pouvoir temporel, tels que les évêques Aldebert III du Tournel et Guillaume VI Durand. De ce diocèse sont originaires le bienheureux Urbain V, avant-dernier pape français, qui rendit beaucoup à son Église d'origine, mais aussi Guillaume et Foulques de Villaret, grands maîtres de l'ordre de Saint-Jean de Jérusalem.
Correspondant au département de la Lozère, le diocèse est faiblement peuplé, et majoritairement rural. Son histoire a été ponctuée par les guerres de Religion, le protestantisme étant très ancré dans le sud du diocèse (principalement dans les Cévennes). Elle a aussi été marquée par une formation importante et un grand élan missionnaire de la fin du XIXe siècle au milieu du XXe siècle.
Depuis 2009, du fait de la faible densité de population, le diocèse a été totalement réorganisé, tranchant avec l'histoire, pour ne diviser le territoire qu'en cinq paroisses, une par « bassin de vie ».
Depuis le 20 mai 2025, l'évêque du diocèse est Jean Pelletier.

## Territoire

### Géographie

Carte du Diocèse de Mende en 1781

Le territoire du diocèse correspond aux limites administratives du département de la Lozère. Les limites de ce territoire ont changé seulement à la Révolution française. En effet, elles correspondaient au territoire du Gévaudan qui, devenu Lozère, a été légèrement modifié. Au nord, le nouveau département concède la paroisse de Saugues et 14 paroisses environnantes à la Haute-Loire. À l'ouest, les paroisses d'Estables-d'Olt, le Gard et la Mélouse sont rattachées à l'Aveyron. A contrario le département est enrichi de plusieurs paroisses détachées du diocèse d'Uzès autour de Villefort, et d'autres de celui d'Alais autour de Meyrueis.
Ce territoire est découpé en quatre régions naturelles très diverses. La Margeride, au nord, est une région granitique boisée. À l'ouest, l'Aubrac est un plateau basaltique, qui était boisé au Moyen Âge. Au centre, les causses sont des plateaux arides et calcaires. Enfin au sud, les Cévennes sont boisées sur un terrain schisteux. La constante entre ces régions est une altitude et un climat de moyenne montagne, qui a longtemps isolé les habitants de leurs voisins.
Sous l'Ancien Régime, le diocèse comptait environ 200 paroisses (il en est dénombré, par exemple, 193 en 1716), réparties en quatre archiprêtrés : Javols, Saugues, Barjac et des Cévennes.
Après la Révolution française, les paroisses ont sensiblement suivi les limites des communes. Après la Seconde Guerre mondiale, plusieurs ont été fusionnées, souvent en raison du dépeuplement du diocèse (en 1880 le diocèse comptait plus de 150 000 habitants, en 1951 il y avait un peu plus de 82 000 habitants, alors qu'en 1990 il y avait un peu plus de 70 000 habitants). À la fin du XXe siècle le découpage a été revu puis encore une fois en 2009 pour ne laisser que cinq paroisses pour couvrir le territoire.

### Nombre de catholiques recensés
Le département de la Lozère est un territoire rural peu peuplé. Bien que les effectifs soient en déclin, une grande majorité (plus de 75 %) de la population reste de confession catholique.
| 1949   | 1969   | 1980   | 1990   | 2000   | 2004   |
| ------ | ------ | ------ | ------ | ------ | ------ |
| 80 000 | 70 000 | 63 300 | 63 000 | 61 000 | 58 000 |

À titre de comparaison, l'évolution de la population du département est la suivante :
| 1954   | 1968   | 1982   | 1990   | 1999   | 2006   |
| ------ | ------ | ------ | ------ | ------ | ------ |
| 82 391 | 77 258 | 74 294 | 72 825 | 73 509 | 76 806 |

## Histoire

### Une naissance incertaine

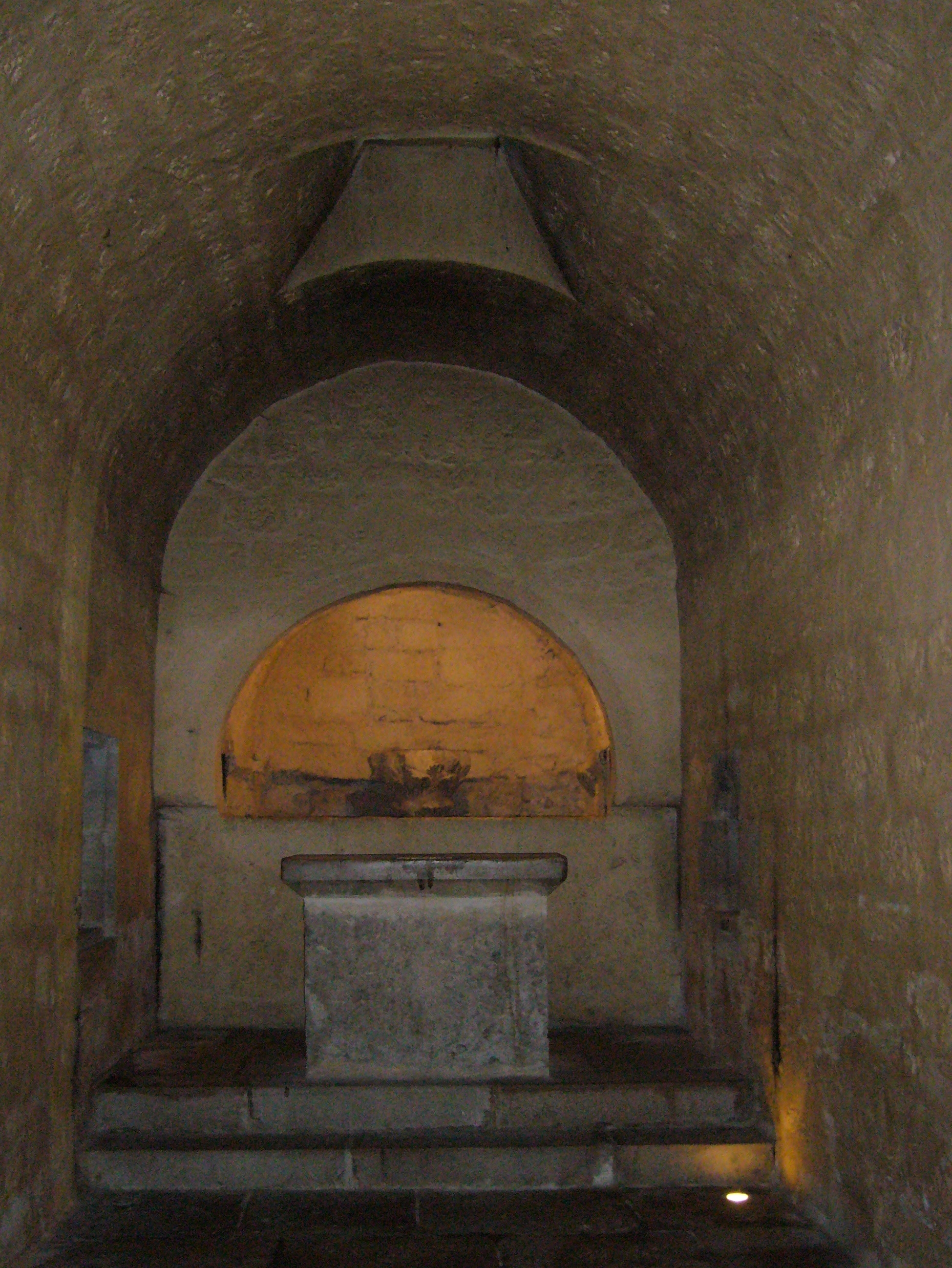
Le tombeau primitif de Privat, saint patron du diocèse, dans sa crypte sous la cathédrale de Mende

La fondation du diocèse fut longtemps attribuée soit à Sévérien, soit à saint Martial. En effet la tradition donne comme premier évêque du Gévaudan saint Sévérien. Ce dernier aurait suivi saint Martial en Gaule et se serait fixé en pays gabale.
Cependant, il se pourrait que ce soit une mauvaise interprétation des textes qui ait fait confondre Sévérien de Gabala (en Syrie) avec Sévérien du pays des Gabales. C'est pour cette raison que l'évêque Gabriel-Florent de Choiseul-Beaupré a déclassé saint Sévérien de la liste. Cette décision a été effectuée peu avant l'apparition de la bête du Gévaudan, ce qui a conforté l'historien l'abbé Pourcher dans son idée que la bête est le « fléau envoyé de Dieu ».
Le premier évêque du diocèse à être connu par des écrits, fut saint Privat, ce qui n'exclut pas l'existence de prédécesseurs. Il en est devenu le saint patron. Ce prélat, originaire d'Auvergne, aurait été envoyé par Austremoine au début du IIIe siècle. La capitale du Gévaudan était alors Anderitum (aujourd'hui Javols). Le siège du diocèse se trouvait probablement dans la même ville. Au milieu du IIIe siècle, le Gévaudan est assailli par les Vandales. Le peuple se réfugie dans la forteresse de Grèzes où il résiste deux ans au siège.
Privat lui, s'est retiré en ermite dans des grottes au-dessus de Mimate (Mende). Apprenant cela, Chrocus, chef des Vandales, le fait trouver, et le torture, espérant la réédition de la place contre la vie sauve de leur évêque. Selon Grégoire de Tours, Privat aurait refusé de livrer son peuple, malgré tous les supplices barbares qu'on pourrait lui faire subir : « Le bon pasteur refusa de livrer ses brebis aux loups, et on voulut le contraindre de sacrifier * aux démons ».
Privat subit son martyre en refusant que son peuple ne se rende. Les Alamans auraient alors abandonné, laissant le prélat pour mort. Saint Ilpide aurait recueilli sa dépouille, pour l'enterrer au pied du mont Mimat. C'est au-dessus de ce tombeau que se dresse désormais la basilique-cathédrale Notre-Dame-et-Saint-Privat de Mende.

### Le haut Moyen Âge

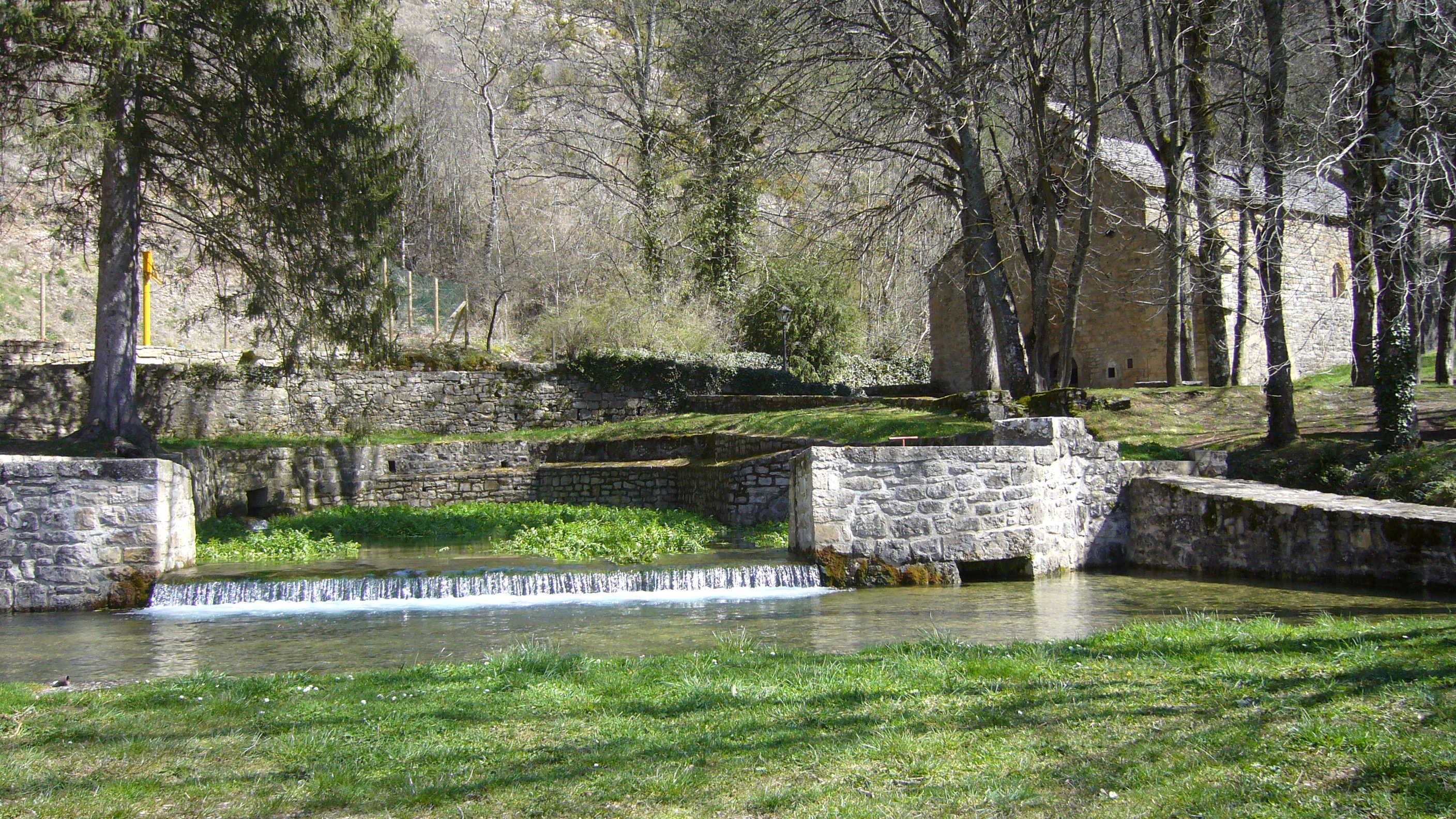
Derrière la fontaine de type vauclusien, la chapelle Saint-Frézal de La Canourgue

Durant les grandes invasions, le diocèse devient une terre wisigothe pendant quelques années. Les chrétiens autochtones sont souvent persécutés, les Wisigoth étant chrétiens, mais ariens. Dans les années 510, le diocèse passe aux mains des Francs. Le Gévaudan est alors une zone frontalière entre le royaume franc d'Aquitaine et la Septimanie wisigothique. C'est peut-être à cette époque que le diocèse devient suffragant de l'archidiocèse de Bourges.
Jusqu'au Xe siècle, la vie diocésaine n'est connue que par épisodes. Ainsi, par exemple, la liste des évêques n'est continue qu'à partir de Raymond en 1027. Ces premiers siècles voient l'apparition des premiers conflits entre le comte ou vicomte du Gévaudan, détenteur du pouvoir temporel, et de l'évêque, détenteur du pouvoir spirituel. C'est ainsi que, vers 560-570 le premier évêque à se qualifier d'« évêque du Gévaudan » et non plus « évêque des Gabales », Parthenius, est connu pour ses démêlés avec le comte Paladius,.
Pour cette période, la liste des évêques mentionne trois prélats élevés au rang de saint : Hilaire, Ilère et Frézal. Par ailleurs, l'évêque de Cavaillon au VIe siècle, Véran connu pour ses miracles aux environs de Fontaine-de-Vaucluse, est originaire du diocèse de Mende, peut-être de Barjac ou de Lanuéjols.
En 951, l'évêque Étienne se présente comme évêque de Mende. C'est la première mention du siège de l'évêché dans l'actuelle préfecture lozérienne.

### Aldebert III et la bulle d'or royale

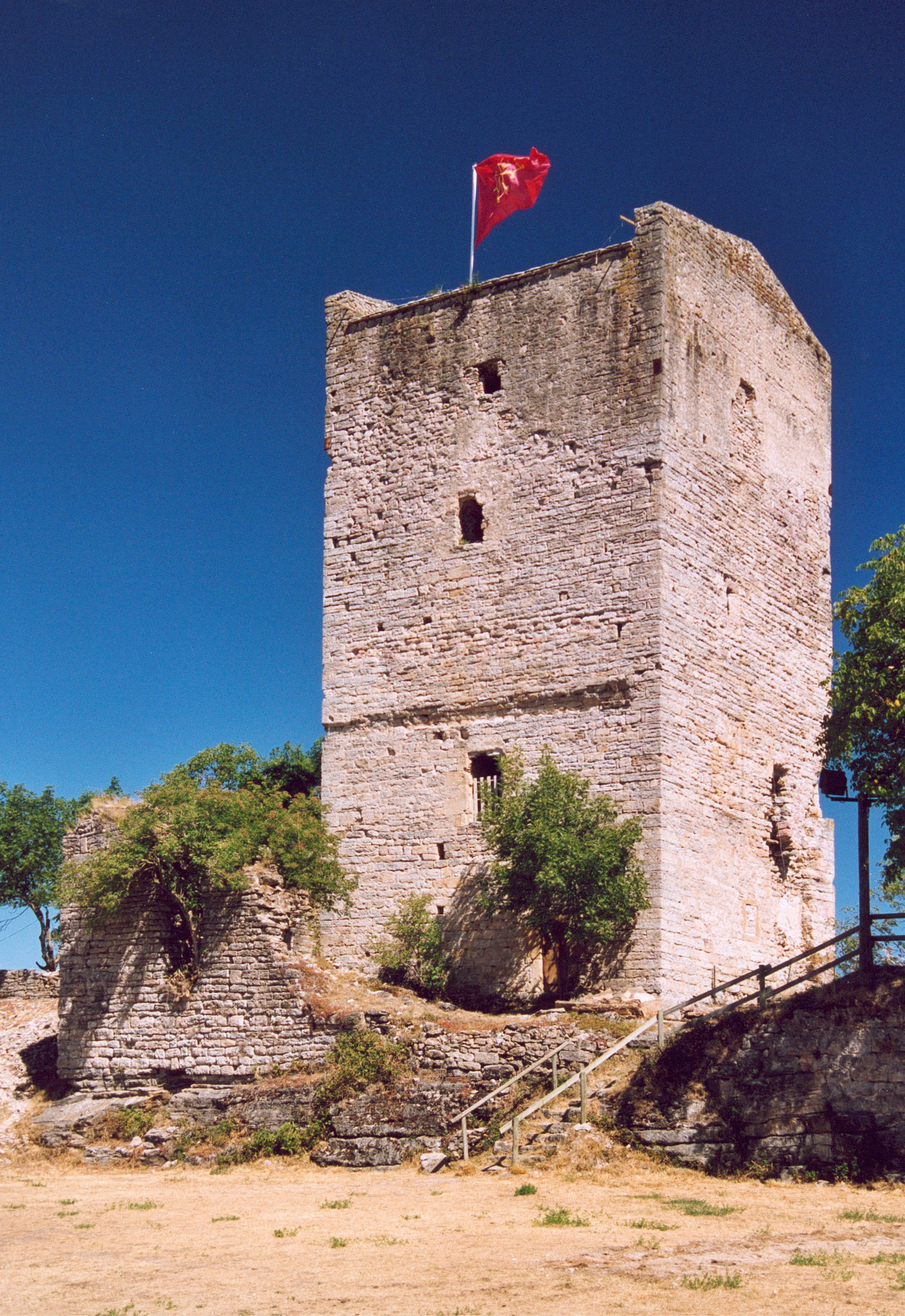
Le donjon, dernier vestige visible du château de Chanac, ancien château épiscopal

En 1053, le nouvel évêque est issu d'une des grandes familles nobles du Gévaudan, Aldebert III du Tournel,. Cet évêque a grandement modifié les possessions du diocèse et surtout de l'évêque. Il commence par reprendre les droits du chapitre et de l'évêque, qu'avaient accaparés les seigneurs locaux de Canilhac, Cabrières et Dolan au nom du comte de Barcelone, alors comte de Gévaudan. À ce dernier, il rachète par ailleurs la seigneurie de la ville de Mende et fait fortifier cette dernière.
En 1161, il se rend à la cour de Louis VII et lui rend hommage. Cette visite fait suite à une grande correspondance avec l'administration royale et la requête auprès de la justice royale afin de régler les démêlés que l'évêque avait avec son frère. De Paris, il revient avec un document d'une importance capitale, une bulle d'or royale. Cet acte, très rare, signé du sceau royal, accorde à l'évêque Aldebert et à ses successeurs, à perpétuité, la puissance royale, et les pleins pouvoirs de justice sur les habitants du diocèse. Les évêques de Mende obtiennent ainsi les droits régaliens sur le diocèse. Pour autant, il se reconnaissent vassaux du roi de France.
L'année suivante, l'évêque accueille en sa cité de Mende le pape Alexandre III et sept cardinaux, alors en exil en France. Aldebert marque également l'histoire par l'invention des reliques de saint Privat. La sépulture du saint patron du diocèse avait été gardée secrète depuis le VIe siècle. Cependant, vers 1110, le dernier détenteur du secret meurt sans avoir transmis le secret du tombeau. C'est en faisant creuser un puits dans le jardin de son palais épiscopal, vers 1170, que l'évêque retrouve les cryptes où le saint homme était enterré, relançant ainsi les pèlerinages.
Son successeur en 1188, Guillaume IV de Peyre, continue sa politique visant à acquérir la puissance temporelle dans son diocèse. C'est peut-être lui qui décide de la construction du château de Chanac pour contrer la puissance des rois d'Aragon, alors comte de Gévaudan,, dont il se dit par ailleurs cousin (« consanguineus »),. Ce château a servi de résidence d'été aux évêques jusqu'à la Révolution française.
À la fin du XIIIe siècle, l'évêque Odilon de Mercœur accroît à son tour le pouvoir temporel des évêques. En raison des abus du sénéchal de Beaucaire, il entame en 1269 un long procès devant le parlement de Paris qui se termine par l'acte de paréage de 1307,.

### Les Hospitaliers

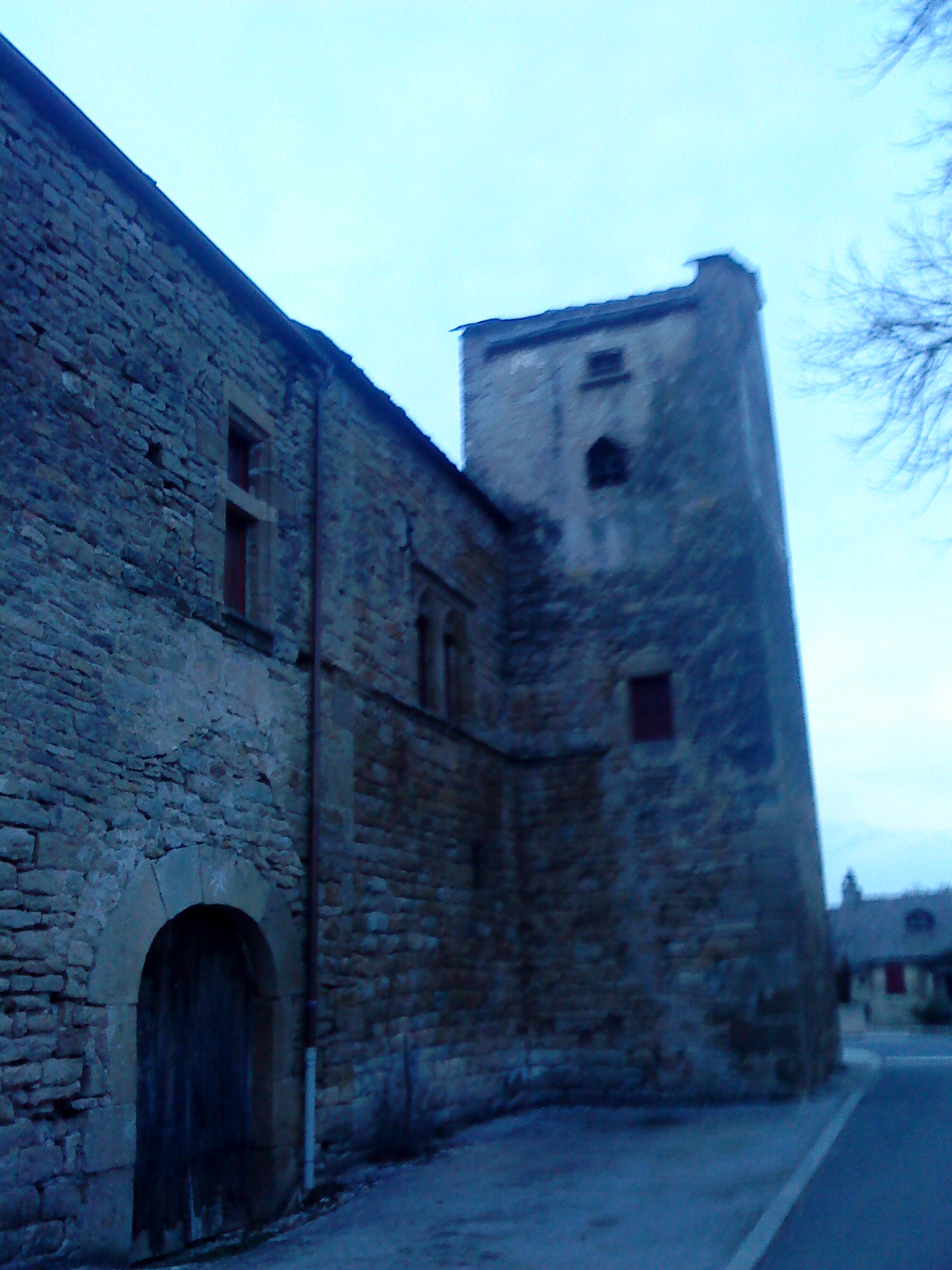
Les vestiges de la commanderie hospitalière de Palhers

Le 15 août 1166 le baron du Tournel, et père de l'évêque Aldebert, Odilon Guérin I, donne aux Hospitaliers de l'ordre de Saint-Jean de Jérusalem, une grande partie de ses terres situées sur le mont Lozère. Il rend également hommage au prieur de Saint-Gilles pour ses château de Montialoux, Rocheblave et sa terre de Lanuéjols. L’acte est rédigé par le chancelier du comte de Toulouse, et authentifié par le sceau de Raymond de Toulouse.
Dès lors, l'ordre hospitalier acquiert un grand pouvoir dans le diocèse. Ils installent une commanderie au lieu-dit du Gap-Francès (Mont Lozère). Au XVe siècle, le commandeur du Gap-Francès a droit d’entrée aux États particuliers du Gévaudan, où il apparaît sous le nom de monsieur de Saint-Jean. Ils dominent une grande partie du Mont Lozère, terre d'estives pour de nombreux troupeaux du Languedoc.
En 1291, une deuxième commanderie est fondée en Gévaudan, après la donation de Richard de Grèzes de terres autour de Palhers. Le commandeur de Palhers avait lui aussi sa place aux États du Gévaudan, et pouvait également exercer son droit de justice.
De nombreuses personnalités, issues des familles nobles, rejoignent l'Ordre en tant que moines. Ainsi, Foulques du Tournel est prieur de la langue d'Aragon, et réalise des missions d'ambassades pour le roi d'Aragon. Guillaume de Villaret et son neveu Foulques ont été successivement prieur de Saint-Gilles, l'une des deux abbayes principales de la langue de Provence, puis grands maîtres de l'Ordre,. C'est Foulques de Villaret qui reçoit, le 22 mai 1312, la dévolution des biens de l'ordre du Temple
La présence hospitalière en Gévaudan disparaît à la Révolution française lorsque les deux commanderies et leurs terres sont vendues comme bien national.

### Guillaume Durand et l'acte de paréage

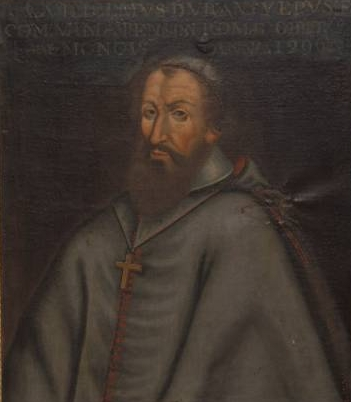
Guillaume Durand, premier comte-évêque de Gévaudan, après le paréage de 1307. Portrait conservé dans la collection du musée Ignon-Fabre de Mende

Le 24 avril 1285, le chapitre cathédral élit comme nouvel évêque un juriste originaire de la région bittéroise, Guillaume Durand, très proche de la curie romaine. Il reste dans les annales pour ses écrits en droit, le Speculum judiciale et le Rationale divinorum officiorum,. Le premier de ces deux textes a été édité 34 fois entre 1460 et la fin du XVIe siècle et eut un grand succès dans toute l'Europe occidentale.
Son neveu lui succède en 1296, il se nomme lui aussi Guillaume Durand, et est, lui aussi, un fin juriste. Il reprend tout l'historique de la lutte de ses prédécesseurs pour l'acquisition du pouvoir temporel. Le procès commencé sous Odilon de Mercœur prend fin le 3 février 1307 par l'acte de paréage. Cet acte, divise le Gévaudan en trois parties : la terre de l'évêque, la terre du roi, et les terres communes appartenant aux barons. L'évêque hérite, en même temps, du titre de comte de Gévaudan. C'est sous son épiscopat qu'à l'hiver 1307 sont expulsés les juifs du Gévaudan.
Guillaume Durand met ses talents de juriste au service du pape. Il est par la bulle papale Faciens misericordiam, dans la commission d'enquête préparatoire à l'instruction le procès des Templiers,. En parallèle, Guillaume Durand présente son rapport intitulé Tractatus de modo generalis concilii celebrandi, où il préconise une réforme de l'Église. Il en fait la lecture le 16 octobre 1311 lors du Concile de Vienne. Il remet en cause l'absolutisme de Rome. Il prône en faveur du mariage des prêtres, de la gratuité des sacrements, et milite contre les fêtes religieuses qu'il juge trop licencieuses. Cette requête n'est pas acceptée par l'Église, et certains craignent même qu'elle puisse provoquer un schisme. Il n'en est finalement rien, mais cette réforme est rejetée.

### Guillaume de Grimoard, pape Urbain V

d'or à trois pals de gueules, le blason du chapitre de Mende

Le XIVe siècle voit la naissance à Grizac, non loin de Pont-de-Montvert d'un homme dont Pétrarque dira de lui qu'il était « sans pareil dans notre temps, et dont les pareils, en tous temps, sont trop rares ». Cet homme est Guillaume de Grimoard, né vers 1310, et qui est élu pape le 28 septembre 1368, et prend le nom d'Urbain V. À partir de 1368, il transfère l'évêque Pierre II à l'archevêché d'Avignon, et ne place personne à la tête du diocèse mendois. Il souhaite en effet affecter les revenus de l'église aux travaux de la cathédrale de Mende,. Ces travaux avaient commencé sous l'épiscopat de Pierre II, dont la mission était de la « magnifier », avec un budget de 20 000 florins. Le pape meurt le 19 décembre 1370, sans que les travaux ne soient terminés. Il faut alors deux siècles pour que l'on puisse considérer comme terminée la construction.
En ce siècle où un gévaudanais a gouverné l'Église, beaucoup de prélats se distinguent hors des frontières du diocèse. Plusieurs sont cardinaux, tel Raymond de Canillac qui reçut le plus grand nombre de voix lors du conclave de 1362, avant que le choix ne se fixe sur Guillaume de Grimoard. Anglic de Grimoard, frère d'Urbain V, est lui aussi créé cardinal, de même que Guillaume Bragosse et plus tard Pierre Blavi.
À partir de la fin de ce XIVe siècle, les évêques sont de moins en moins originaires du diocèse ou alentour. Ils sont souvent en lutte avec les habitants mendois. Le chapitre des chanoines de la cathédrale est lui aussi composé de personnalité aux origines très diverses, et fréquemment liées à la papauté d'Avignon. Ainsi quatre cardinaux obtiennent une prébende directement du Pape : Jacques et Arnaud de Via (neveux de Jean XXII), Raymond de Got (neveu de Clément V) et Anglic de Grimoard (frère d'Urbain V). Plusieurs autres chanoines de Mende, sont ensuite devenu évêques. C'est le cas de Nicola de Brancas, chanoine qui n'a jamais résidé à Mende et évêque de Marseille de 1445 à 1466.

### La maison de la Rovère

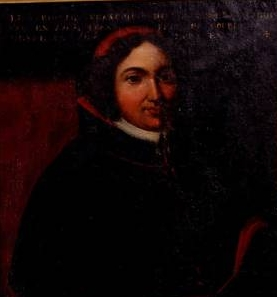
L'évêque François de la Rovère. Portrait conservé dans la collection du musée Ignon Fabre de Mende.

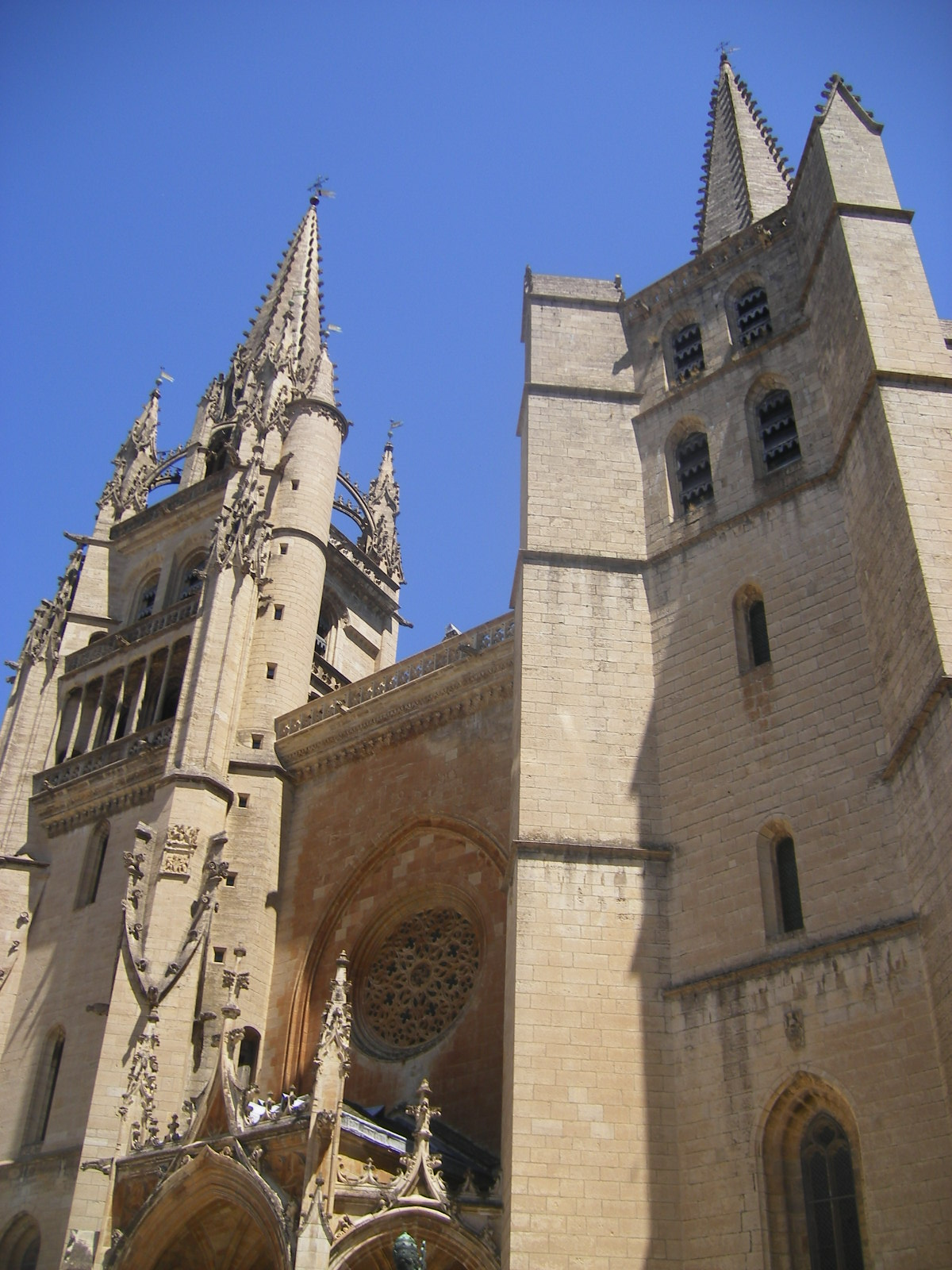
Les clochers de la cathédrale : à gauche celui de l'évêque, à droite celui des chanoines

En 1473, l'évêque Pietro Riario est déjà cardinal et cumule de multiples fonctions : il est évêque de Trévise, Valence et Die, archevêque de Florence et patriarche latin de Constantinople. Il est neveu du pape Sixte IV. C'est le premier des quatre évêques mendois de la famille de la Rovère, francisation du nom italien Della Rovere. À aucun moment, il ne se déplace à Mende, pas plus que ses deux successeurs, Jean de Petit et Julien de la Rovère.
Ce dernier, nommé en 1478, est aussi archevêque d'Avignon, et légat de son oncle le pape Sixte IV. Il laisse ses vicaires, dont François Alamand, par ailleurs abbé commendataire du monastère de Sainte-Enimie, administrer le diocèse. Lorsque l'évêque devient pape sous le nom de Jules II en décembre 1483, il nomme comme successeur son neveu Clément de La Rovère.
À la différence de ses prédécesseurs, ce dernier se rend à Mende pour prendre possession de son diocèse, bien que deux ans après sa nomination. Son entrée dans la ville est difficile, les consuls ne voulant pas perdre leurs bénéfices. Il est créé cardinal par son oncle en 1503 et décide de retourner à Rome, résignant en faveur de son frère François. Il achève les travaux de la cathédrale, en commandant la construction d'un clocher pour remplacer celui en bois et la tour campanaire. Il décide de l'édifier à « sa hauteur » et en assume les frais. Les chanoines approuvent ce projet et l'imitent en bâtissant une seconde tour, néanmoins plus modeste, ce qui explique que la taille différente des clochers de la cathédrale : l'un à 84 m, et l'autre à 65 m. La construction commence en 1508 pour le grand clocher, et en 1509 pour le petit, pour s'achever en 1512.
François de La Rovère fait venir des cloches des fonderies de Clermont-Ferrand et de Lyon. Parmi celles-ci, on compte la « Non-Pareille », qui tient son nom du fait qu'elle serait « Non-Pareille des cloches de la christianité »,. Elle arriva à Mende en 1516, en provenance de Lyon, le battant, lui, venant de La Levade (aujourd'hui dans le Gard). Cette cloche aux dimensions sans précédent pouvait être entendue à 4 lieues à la ronde, soit 16 km.

### Les guerres de Religion

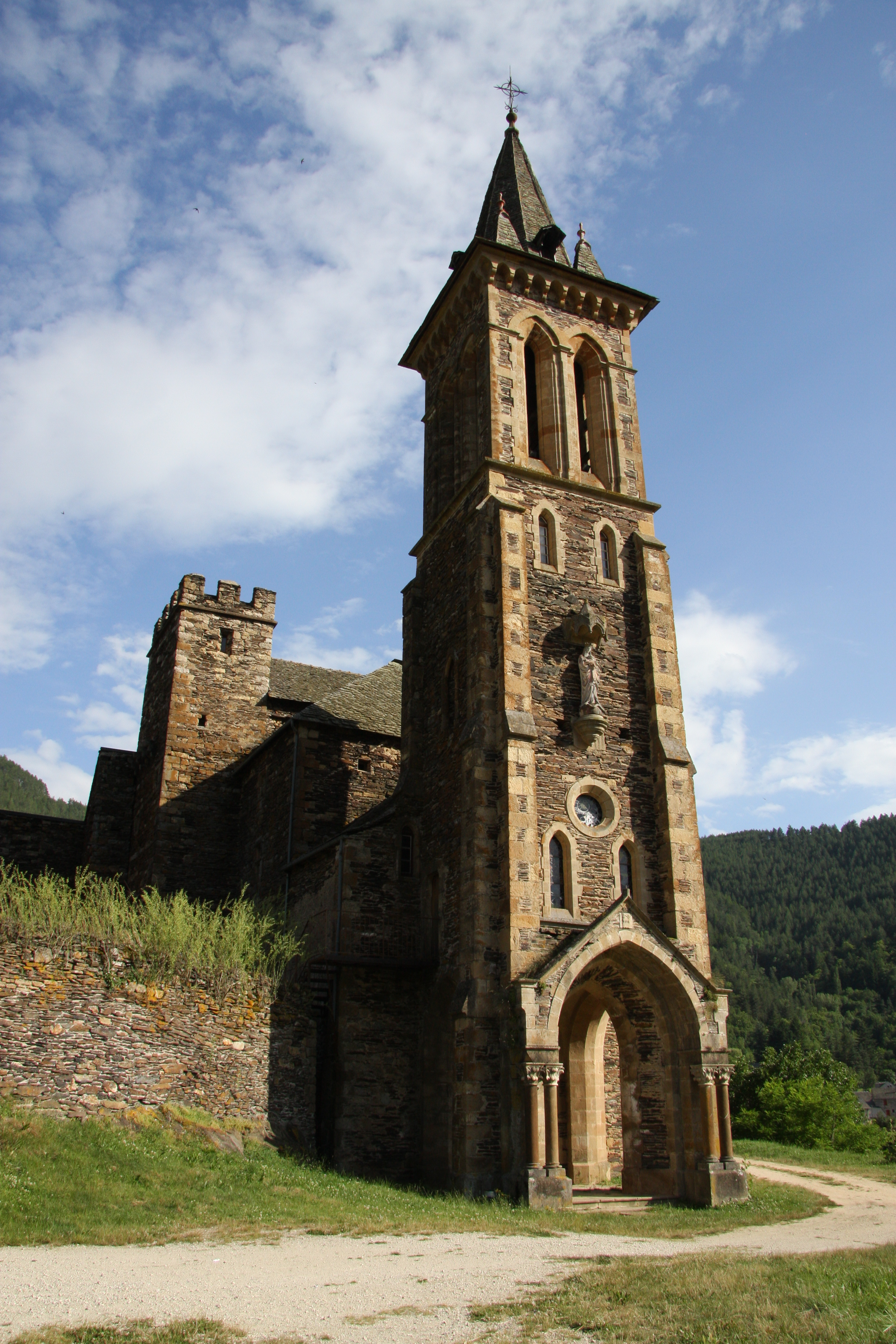
La collégiale fortifiée de Bédouès

Les idées protestantes pénètrent assez facilement dans le diocèse, principalement dans les Cévennes. Une première série de guerres a lieu entre 1562 et 1570. Les prisonniers catholiques, clercs ou simples pratiquants, ont souvent la vie sauve contre rançons. La prise de Chirac en 1562 est plus meurtrière, elle fait une centaine de victimes catholiques dont 22 prêtres.
Parmi les seigneurs du Gévaudan convertis à la religion réformée se trouve le baron de Peyre, François Astorg de Cardaillac. Ce dernier est présent à Paris pour le mariage d'Henri de Navarre avec Marguerite de Valois. Il est tué la nuit de la Saint-Barthélémy dans la chambre du roi.
Sa veuve, Marie de Crussol, engage alors Matthieu Merle afin de venger la mort de son époux. Ce dernier met le diocèse à feu et à sang. Il occupe tout d'abord la forteresse de Grèzes, puis, le 17 novembre 1573 s'empare de la ville du Malzieu en Gévaudan, accompagné de 25 à 30 soldats et y assassine 13 prêtres ainsi que le curé de Rimeize. Il enferme les habitants les plus notables dans la grande tour, et rançonne leur liberté.
La nuit de Noël 1579, profitant de la messe de minuit et de la complicité du consul Bonicel, il rentre dans la ville avec ses troupes. Ils se rendent alors dans la cathédrale où la population est réunie, et commencent le massacre. Les prêtres qui se sont réfugiés dans la crypte de saint Privat sont trouvés et égorgés. Environ 300 personnes, principalement catholiques, sont mortes cette nuit là.
Durant ce premier séjour à Mende, il détruit la « Non-Pareille », la faisant fondre pour construire des couleuvrines.
Il perd pour un temps la ville. Il se rend alors à Bédouès, où il attaque la collégiale fondée par Urbain V et y tue les chanoines. En 1581, il redevient maître de Mende. Souhaitant réunir une grosse somme pour soutenir le prince de Condé, il rançonne les Mendois, les menaçant de détruire leur cathédrale. La population ne pouvant réunir la somme, il met sa menace à exécution. Cependant, désireux de protéger sa résidence, établie dans le palais épiscopal mitoyen de la cathédrale, les clochers sont épargnés. La même année, Merle quitte Mende, laissant ainsi les habitants dépourvus de cathédrale pour une vingtaine d'années.
Après le départ de Merle, ce sont les catholiques qui mettent à mal le pays. Les troupes du duc de Joyeuse détruisent le château des Peyre et la ville de Marvejols. Ce n'est qu'avec l'édit de Nantes que le calme revient.
À Marvejols, les 55 000 florins offerts par Henri IV permettent de reconstruire la ville et notamment la cathédrale au cours du XVIIe siècle. Tandis que le nouvel évêque de Mende, Adam de Heurtelou lance les travaux de réparation de la cathédrale qui est rebâtie « sans façon ni ornements », tout en respectant le plan original.

### LeXVIIesiècle
Entre 1645 et 1660, la ville de Mende est le théâtre de querelles entre deux factions rivales : les Marmaux et les Catharinaux, tous membres des consuls ou de la bourgeoisie, mais n'ayant pas le même avis sur l'importance du pouvoir épiscopal, les seconds y étant opposés. L'évêque de Crusy de Marcillac est d'ailleurs la cible d'une tentative d'assassinat alors qu'il officie en la cathédrale de Mende en 1645, mais il s'en sort sans être blessé. À la suite de plusieurs procès, c'est non sans mal que le royaume redonne à l'épiscopat son pouvoir temporel, le consul restant sous sa coupe. En faveur de son diocèse, l'évêque offre de nouvelles orgues à la cathédrale ainsi qu'à l'église Saint-Jean-Baptiste de Chanac et fait également rénover le château épiscopal de Chanac qui avait souffert des guerres de Religion.
Son successeur, l'Italien Hyacinthe Serroni, s'attache à l'éducation et construit le collège de Mende. Ce collège sert également de séminaire. Il est nommé premier archevêque d'Albi, et est remplacé au siège de saint Privat par François-Placide de Baudry de Piencourt qui fonde l'hôpital en remplacement des différentes maisons de soin, auquel il lègue tous ses biens. Cet hôpital fut utilisé comme tel jusqu'en 1970, et est désormais une maison de retraite.
Jusqu'en 1676, le diocèse est rattaché la province ecclésiastique de Bourges, qui reprenait sensiblement les contours de l'Aquitaine première, créée par l'empereur Valentinien Ier. À cette date, la province est scindée et la province d'Albi est formée. Le diocèse d'Albi est élevé en archidiocèse en 1678. Cette province persiste jusqu'en 2002, date d'un nouveau découpage qui se base sur les régions administrative. Le diocèse fait depuis partie de la province ecclésiastique de Montpellier.

### Les Camisards

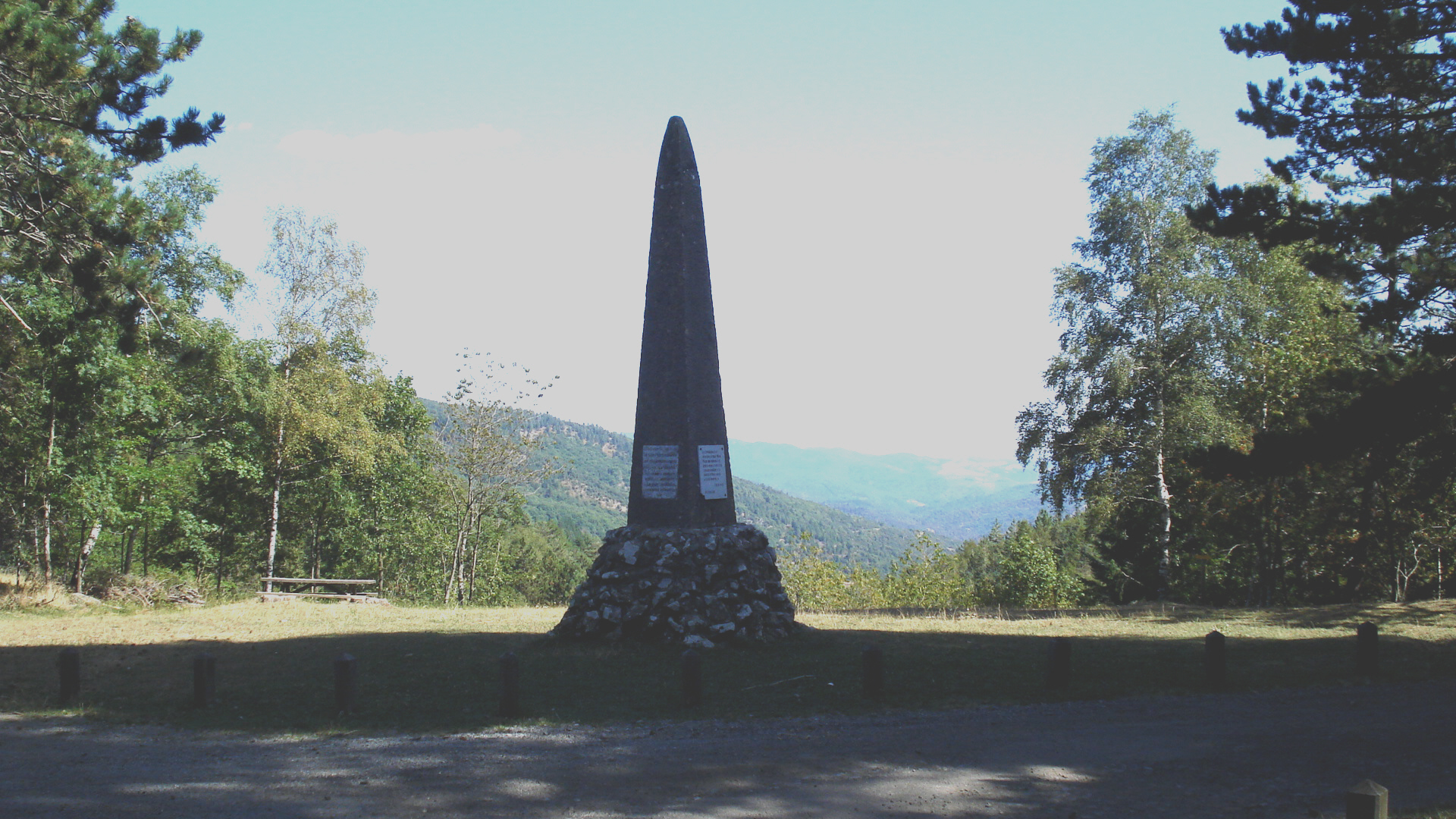
Monument commémoratif du centenaire de l'édit de tolérance de 1787 au Plan de Fontmort, commune de Saint-Martin-de-Lansuscle

Le 18 octobre 1685, sous l'épiscopat de François Piencourt, le roi Louis XIV signe l'édit de Fontainebleau, révoquant ainsi l'édit de Nantes. De grands troubles se produisent alors dans le Languedoc.
Le 24 juillet 1702, au Pont-de-Montvert, une soixantaine d'hommes, armés de sabres et de faux, menés par le huguenot Abraham Mazel, pénètrent dans la ville en chantant un psaume, pensant délivrer sans combat les protestants détenus et torturés par l'abbé François de Langlade du Chayla, inspecteur des missions des Cévennes pour le compte du marquis de Basville. Alors qu'ils réclament la libération des prisonniers, un coup de feu blesse l'un d'entre eux. Ils enfoncent la porte de la maison de l'abbé, libèrent les prisonniers et mettent le feu au bâtiment. Du Chayla, qui tente de s'enfuir par une fenêtre, est rattrapé, tué, et son corps jeté dans le Tarn. Le meurtre de l'abbé du Chayla marque le début de la guerre des Cévennes.
Alors que les catholiques se montrent de plus en plus répressifs envers les protestants, ces derniers s'insurgent. Ils sont restés dans l'histoire sous le nom de Camisards, en référence à leur chemise blanche. Durant trois ans les batailles se multiplient en Cévennes. En 1703, les troupes du Roi décident d'incendier les habitations des protestants, c'est le « Grand Brûlement des Cévennes ». Près de 4 000 personnes seraient mortes au cours de ces affrontements, principalement du côté des protestants. La guerre des Cévennes s'arrête en 1704 après la reddition des derniers chefs camisards. Les troubles persistent cependant en Cévennes jusqu'en 1711.

### La Révolution et le concordat
Avec la constitution civile du clergé, Étienne Nogaret est nommé évêque constitutionnel en 1791. Le Gévaudan disparaît, laissant place au département de la Lozère, et le diocèse est maintenu en suivant les nouvelles limites administratives. L'évêque jusqu'alors en place, Jean-Arnaud de Castellane ne démissionne pas, il se réfugie alors dans le château de Chanac. Pendant que l'évêque constitutionnel dénonce l'ancien faste des anciens évêques, l'évêque Castellane multiplie les mandements. Il appelle ainsi les Gévaudanais à se révolter contre les Révolutionnaires. Les habitants sont d'ailleurs plutôt attachés à leur tradition catholique : « Sur les 29 000 habitants du district de Mende, à peine se trouve-t-il cent individus attachés au culte constitutionnel ».
Malgré un soutien du peuple, Jean-Arnaud de Castellane craint pour sa vie. Il s'enfuit pour Paris où il est capturé et finalement exécuté le 9 septembre 1792. À chacune de ses sorties, son remplaçant, l'évêque constitutionnel Nogaret est chahuté, hué, et agressé physiquement. Il abdique le 10 janvier 1794, alors que se met en place le culte de la « Déesse Raison ». Jusqu'au concordat, le sort des catholique et la charge spirituelle du territoire est alors assurée par Abbon Bonnel.
À partir de 1792, une contre-Révolution se met en place, menée par Marc-Antoine Charrier. De nombreux combats ont alors lieu, principalement contre des gardes nationaux. Charrier et ses troupes royalistes s'emparent de plusieurs villes dont Mende, Marvejols et Chanac. Charrier est capturé, jugé et exécuté aux mois de juin et juillet 1793. Durant le procès de Charrier, la répression menée par les favorables à la Constitution fait rage. Contrairement aux ordres qui disaient de n'exécuter que les chefs, la tous les captifs sont jugés et une majorité sont exécutés, même des jeunes de moins de 18 ans. C'est le cas notamment d'une trentaine de personnes faites prisonnières dans la paroisse de La Malène, connues depuis sous le nom de « martyrs de La Malène ».
L'an II, décret est ordonné de descendre toutes les cloches de la Lozère. Les cloches sont alors fondues pour servir à la construction de canons. Le culte de la Déesse Raison est remplacé par celui de l'Être Suprême, mais ces cultes ont peu de succès en Lozère. Au moment du concordat de 1801, le diocèse est maintenu et un nouvel évêque, Jean-Baptiste de Chabot est nommé. L'évêché voisin de Viviers, lui, est supprimé. Son territoire est alors rattaché à celui de Mende. Le diocèse de Viviers est cependant rétablit en octobre 1822, suivant alors les limites du département de l'Ardèche.

### Depuis la Révolution française

#### La formation des prêtres

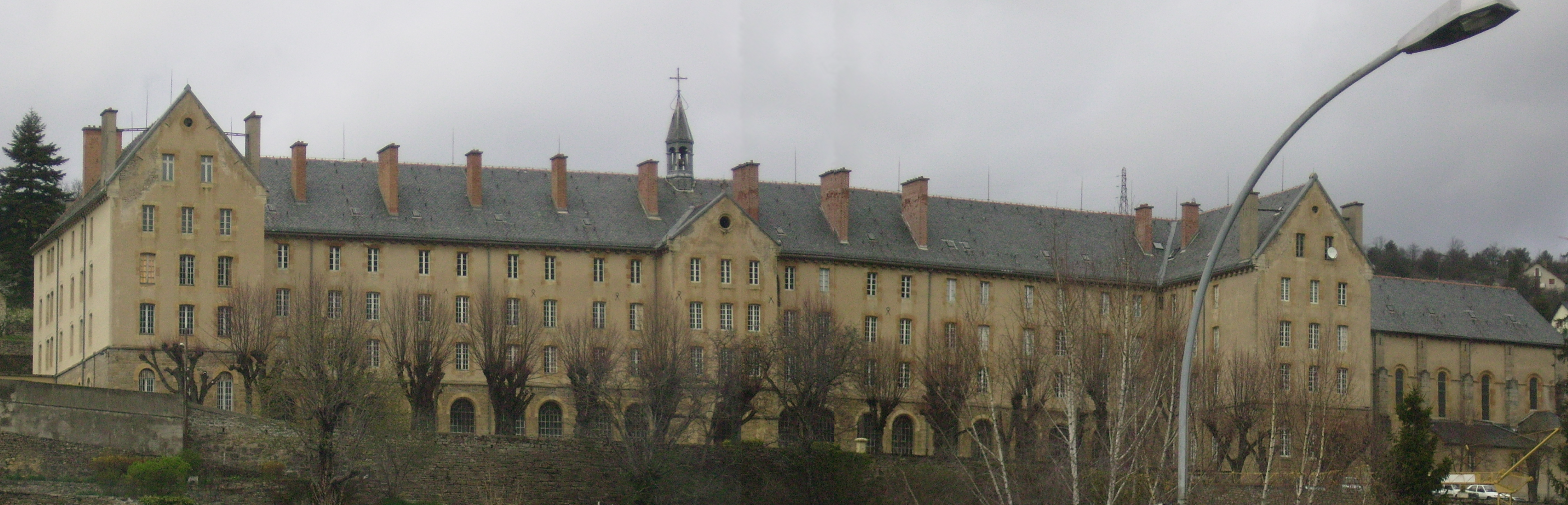
L'ancien grand séminaire de Mende

En 1790, le petit séminaire de Chirac, fondé un siècle auparavant, ferme ses portes, puis est rétabli en 1813. Deux autres petits séminaires sont créés en 1873 à Mende et celui de Chirac ferme alors ses portes l'année suivante.
Le grand séminaire, lui, se trouve à Mende dans le collège fondé par Hyacinthe Serroni. Entre 1852 et 1880, il est dirigé par des pères jésuites. Puis en 1881, c'est Charles de Ligonnès qui devient le supérieur du grand séminaire. C'est lui qui fait bâtir un nouveau bâtiment pour le grand séminaire au-dessus du Lot et qui est inauguré le 29 juin 1902. Quatre ans plus tard, du Pont de Ligonnès devient évêque de Rodez.
Le nombre de prêtres formés ne cesse d'augmenter durant ce XVIIIe siècle. Ainsi, en 1858, le diocèse compte 419 prêtres, dont une grande partie formés localement. En 1909, ils sont plus de 400, soit plus d'un pour 300 habitants. En 1880, l'évêque Julien Coste, commente cette profusion de vocations en disant qu'il pourrait fournir des prêtres à deux diocèses. Avant la Première Guerre mondiale, ce sont près de vingt prêtres qui sont ordonnés par an. Si ce nombre baisse grandement durant l'entre-deux guerres et la Seconde Guerre mondiale, il est aussi haut de 1946 à 1949. Depuis, la formation est beaucoup moins nombreuses. Dans les années 1970, moins d'un prêtre par an été ordonné en moyenne.

#### Les missionnaires

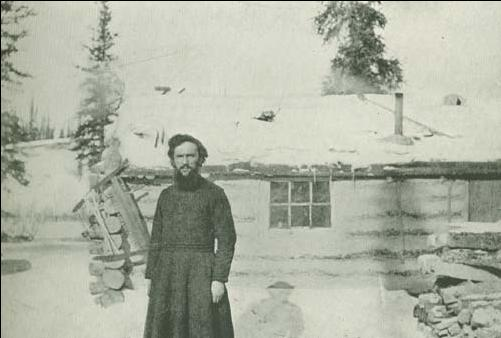
Jean-Baptiste Rouvière lors de son premier voyage au nord du cercle polaire arctique, en 1911

À la fin du XIXe siècle et le début du suivant, plusieurs prêtres lozériens sont envoyés à travers le monde par le missions catholiques. Les congrégations missionnaires se consacrent parfois chacune à un continent en priorité.
C'est majoritairement à destination de l'Asie que les Lozériens se dirigent. Par l'intermédiaire des missions étrangères de Paris, plusieurs prélats deviennent vicaires apostoliques. Ce poste équivaut à celui d'évêque, il est toujours adjoint d'un siège titulaire. Ont été vicaires apostoliques en Asie Alexandre Chabanon, Augustin Tardieu et Jean-Baptiste Chabalier en Cochinchine. Un grand nombre d'autres missionnaires prennent des postes dans les différents séminaires ouverts par la congrégation.
D'autres prêtres appartenant à une autre congrégation sont nommés en Asie, tel le jésuite Charles-Louis Lavigne. En Océanie, Édouard Bresson est vicaire apostolique de Nouméa pendant la Seconde Guerre mondiale,.
Dans le grand nord canadien, c'est la congrégation des Oblats de Marie-Immaculée qui organise les missions. Parmi les oblats lozériens deux peuvent être cités en exemple : Jean-Baptiste Rouvière qui est assassiné alors qu'il était en mission auprès des Esquimaux, et Jean-Antoine Trocellier, vicaire apostolique de Mackenzie.
Les pères blancs, eux se rendent en Afrique. Le Lozérien Jean-Baptiste Charbonier devient vicaire apostolique en Tanzanie actuelle en 1887.
Dans la seconde partie XXe siècle, l'élan missionnaire n'a pas faibli. Ainsi, en 1984, on comptait 113 religieux originaires du diocèse répartis dans des missions dans le monde entier. Parmi eux, deux prêtres du diocèse ont été évêques de la prélature d'Ayaviri au Pérou : Louis Dalle et François d'Alteroche.

#### La séparation des Églises et de l'État
Le 9 décembre 1905, la loi de séparation des Églises et de l'État est adoptée, mettant fin au régime concordataire français. La Lozère reste très attachée à ses clochers et les inventaires sont très compliqués à réaliser, en raison de l'opposition du clergé et de la population. La Semaine religieuse de Mende, journal édité par le diocèse, explique ainsi que neuf fois sur dix les inventaires suscitent l'opposition de la population,.
Celui qui eut lieu au village des Hermaux montre les difficultés rencontrées par les autorités. La première tentative a lieu le 6 mars 1906. L'église a été vidée et fermée, et son accès rendu impossible par l'accumulation d'objets encombrants (roues de char, pièces de bois, etc.) devant l'entrée. À l'arrivée de la gendarmerie, le tocsin est sonné, la population se rassemble et chasse les autorités hors du village,.
Lorsque le percepteur revient chercher l'appui du maire le 5 avril, ce dernier le lui refuse. L'inventaire est à nouveau repoussé. Ce n'est qu'à la troisième tentative que l'inventaire peut se faire, le 21 novembre. Les autorités avaient alors le renfort de deux compagnies du 15e de ligne de Castelnaudary, des dragons du 17e de Béziers, et d'un détachement du 2e de Montpellier. Le refus du curé d'ouvrir son église ne stoppa pas la réalisation de l'inventaire, les sapeurs se chargeant de dégager l'entrée,.

#### La Seconde Guerre mondiale
Le 21 janvier 1939, un décret officialise la création du camp de Rieucros, dans une propriété louée au Grand séminaire pour l'installation du camp. Il a pour vocation première d'accueillir des anti-fascistes allemands, des Républicains espagnols et des membres des Brigades internationales. Au début de novembre 1939, tous ces hommes sont transférés au camp du Vernet. Dès lors le camp du Rieucros n'est plus réservé qu'aux femmes. Il ferme ses portes le 13 février 1942.
Pendant la guerre, l'évêque est François-Louis Auvity. Ce dernier ne cache pas son soutien au régime de Vichy. Il publie le 2 juillet 1943 une lettre dans La Quinzaine catholique du Gévaudan en faveur du Service du travail obligatoire. Il est arrêté après la libération. Il accepte de se retirer à l'abbaye de Bonnecombe (Aveyron). Il annonce son départ le 22 septembre 1944, et résigne sa charge le 28 octobre 1945,.
À l'inverse, quelques membres du clergé se sont engagés du côté de la Résistance, comme le chanoine Gabriel de Montgros, dit l'abbé Gabriel, ou le révérend père Adolphe Paloc,.

#### Époque contemporaine

Les 5 paroisses du diocèse depuis 2009

À la suite de la Seconde Guerre mondiale, le déclin démographique a continué en Lozère, bien souvent lié à l'exode rural. Si la proportion de catholiques au sein de la population est restée sensiblement identique, leur nombre a donc baissé à mesure que la population a quitté le département.
Deux aumôneries à destination des jeunes se sont installées à Mende, une pour l'enseignement public et une pour l'enseignement privée. Des antennes dans les différentes paroisses ont également été créées. Une aumônerie des prisons a également vu le jour.
Face à la baisse de la population, et donc de pratiquants, Monseigneur François Jacolin et l'équipe pastorale ont décidé, à la fin des années 2000, de réformer la carte des paroisses. Un choix drastique a été pris, et est en place depuis 2009, réduisant le nombre de paroisses à 5 : paroisse Saint-Jacques-de Saint-Chély-d'Apcher (en violet sur la carte ci-contre), paroisse Sainte-Thérèse-de-l'Enfant-Jésus de Langogne (en orange), paroisse Saint-Privat de Mende (en bleu), paroisse Saint-Frézal de Marvejols (en rouge) et paroisse Saint-Joseph de Florac (en vert).

## Pèlerinages

### Privat de Mende

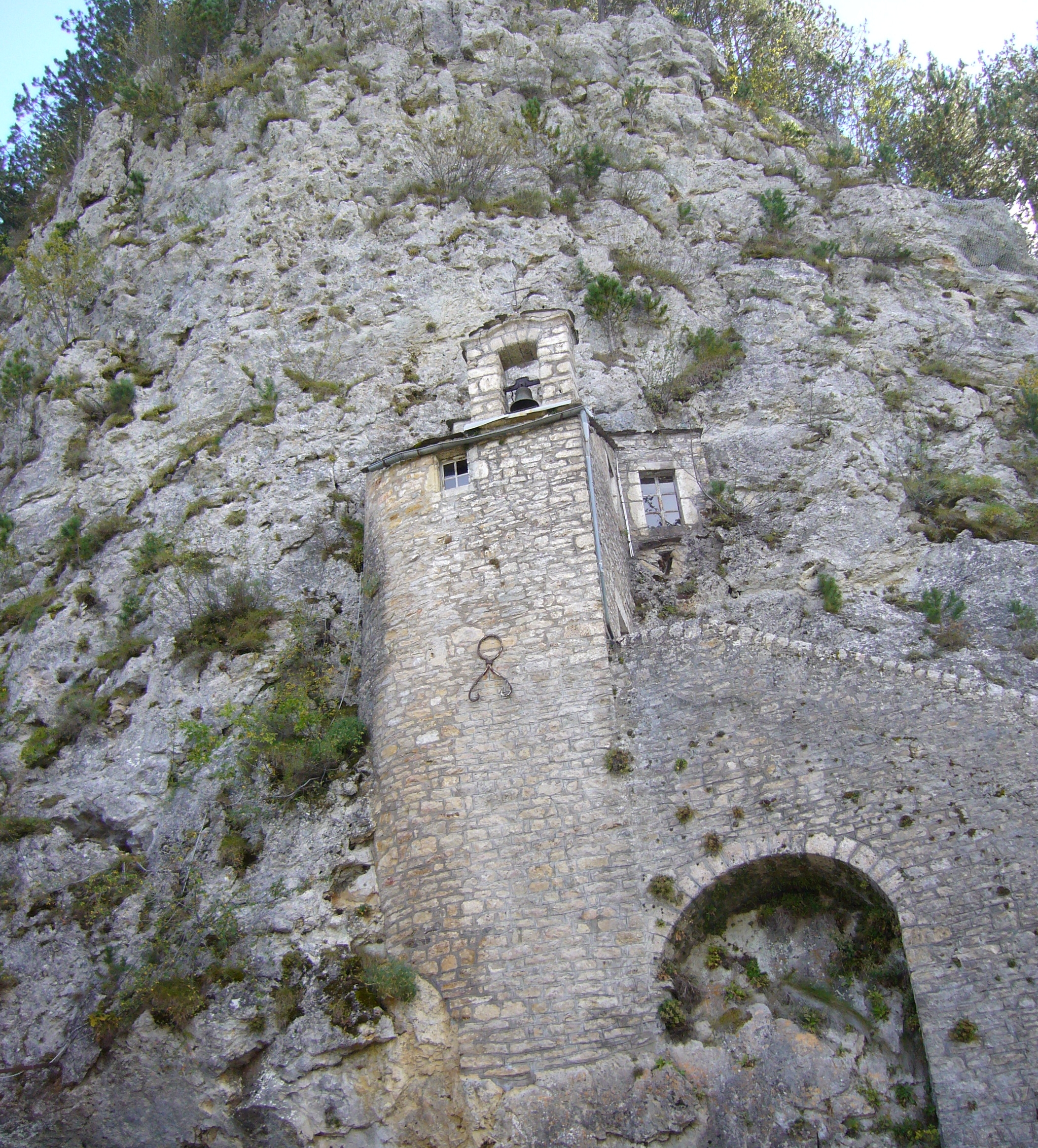
La grotte de l'ermitage de Saint-Privat

Dans son Histoire des Francs, Grégoire de Tours élève saint Privat de Mende au rang des grands saints des Gaules,, avec Denis de Paris, Saturnin de Toulouse, Martial de Limoges, Martin de Tours, Ferréol de Vienne et Julien de Brioude. C'est autour de son ermitage sur les hauteurs de la ville, de la colline du Bourreau où il a subi son martyre, et dans l'église et plus tard la cathédrale érigée sur son tombeau, que se développe le pèlerinage qui a assuré la croissance de la ville de Mende.
Avec l'invention des reliques en 1170 par Aldebert III du Tournel, qui remit les reliques du saint patron du diocèse en son tombeau original, le pèlerinage connaît un nouvel essor.
À partir de cette date, trois fêtes lui sont dédiées : le 21 août, date de la saint Privat, le 3e dimanche après Pâques, pour commémorer l'invention de ses reliques en 1170, et le 3e dimanche d'octobre célébrant le transfert de ses reliques en 1256.
Peu avant 1850, l'évêque Claude-Jean-Joseph Brulley de La Brunière fait construire une église sur le site de l'ermitage. Une grotte est également percée sous la grotte du saint, afin d'y célébrer des messes en plein air. Un hôtel est aussi construit pour accueillir les pèlerins. La ferveur se maintient au début du XXe siècle, ainsi en 1913 il est dénombré plus de 13 000 pèlerins. Près d'un siècle plus tard, le nombre de pèlerins a fortement diminué, mais le pèlerinage continue d'être organisé chaque année au mois d'août.

### Sainte Énimie
Selon sa vie écrite par le troubadour Bertran de Marseille, et la tradition du pays, Énimie serait la fille de Clotaire II et donc la sœur de Dagobert Ier. Atteinte de la lèpre, elle aurait été guidée par un ange jusqu'à une source en Gévaudan capable de la guérir.
C'est donc au bord de la fontaine de la Burle, dans les gorges du Tarn qu'elle se serait installée. Un monastère pour les femmes est alors fondé. Tombé en désuétude, il est restauré en 951, et, placé sous la domination de saint Chaffre il devient un monastère pour les hommes.
Le village prospère alors autour du tombeau de la sainte et du monastère.
Le pèlerinage a toujours lieu tous les ans le premier dimanche d'octobre.

### Saint-Jacques-de-Compostelle

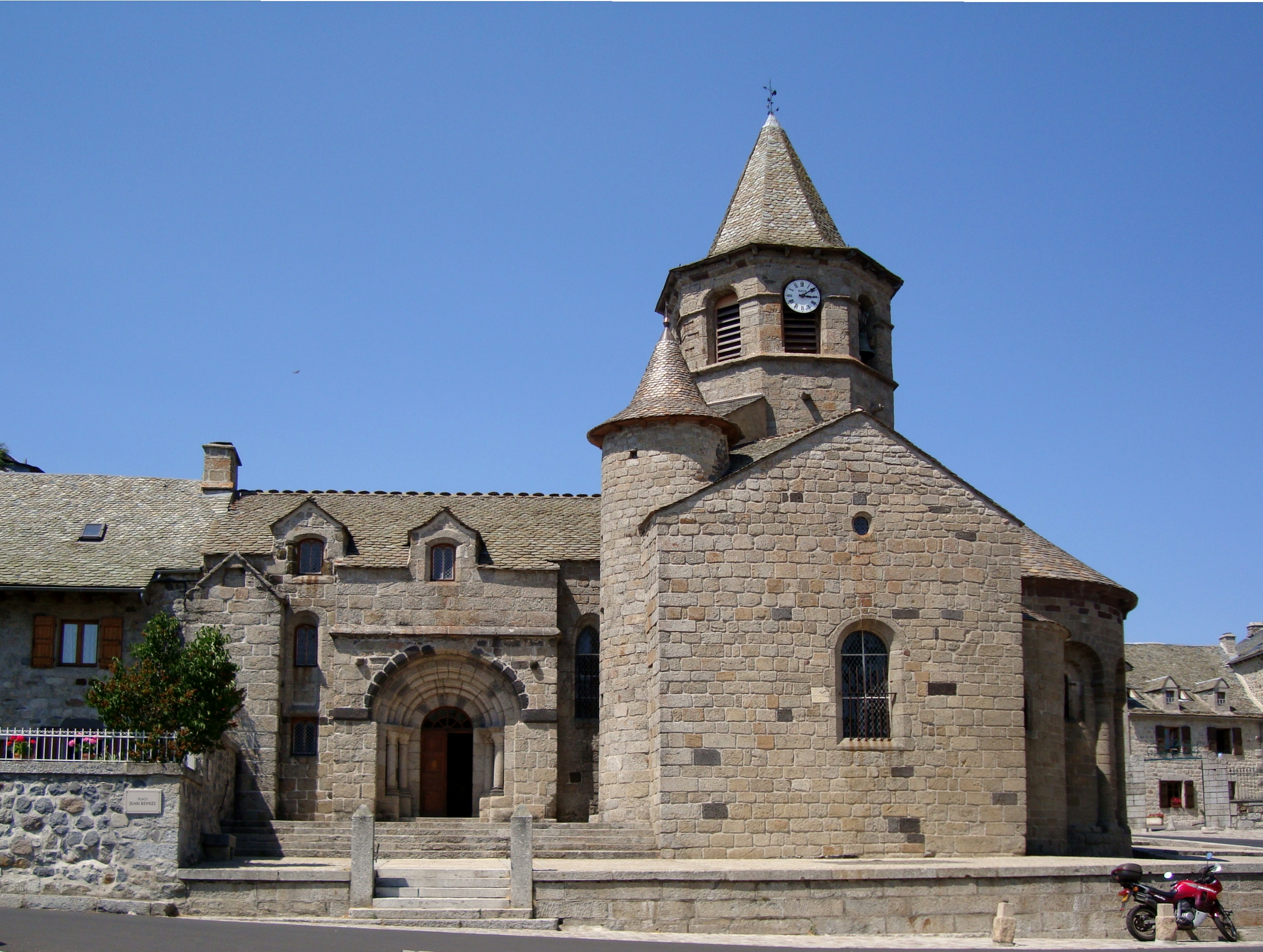
L'église Saint-Victor de Nasbinals

Au milieu du Xe siècle, l'évêque du Puy, Godescalc se rend en pèlerinage à Saint-Jacques-de-Compostelle. Il initie ainsi la Via Podiensis. Cette dernière entre dans le diocèse de Mende en faisant étape à Saugues et Chanaleilles (aujourd'hui toutes deux dans la Haute-Loire). Puis elle traverse la Margeride par Saint-Alban-sur-Limagnole avant de passer sur l'Aubrac en faisant étape à Aumont-Aubrac, Malbouzon, Rieutort-d'Aubrac, Marchastel et Nasbinals. L'étape suivante, le monastère-hôpital appelé domerie d'Aubrac, se situe dans l'ancien Rouergue, l'actuel département de l'Aveyron.
La domerie est fondée à la suite du pèlerinage en 1120 d'un vicomte des Flandres du nom d'Adalard. Bien que située dans le Rouergue, la domerie a le soutien d'une partie de la noblesse du Gévaudan (principalement les familles de Peyre et Cénaret), et surtout, le prieur a droit d'entrée aux États particuliers du Gévaudan.

### Autres

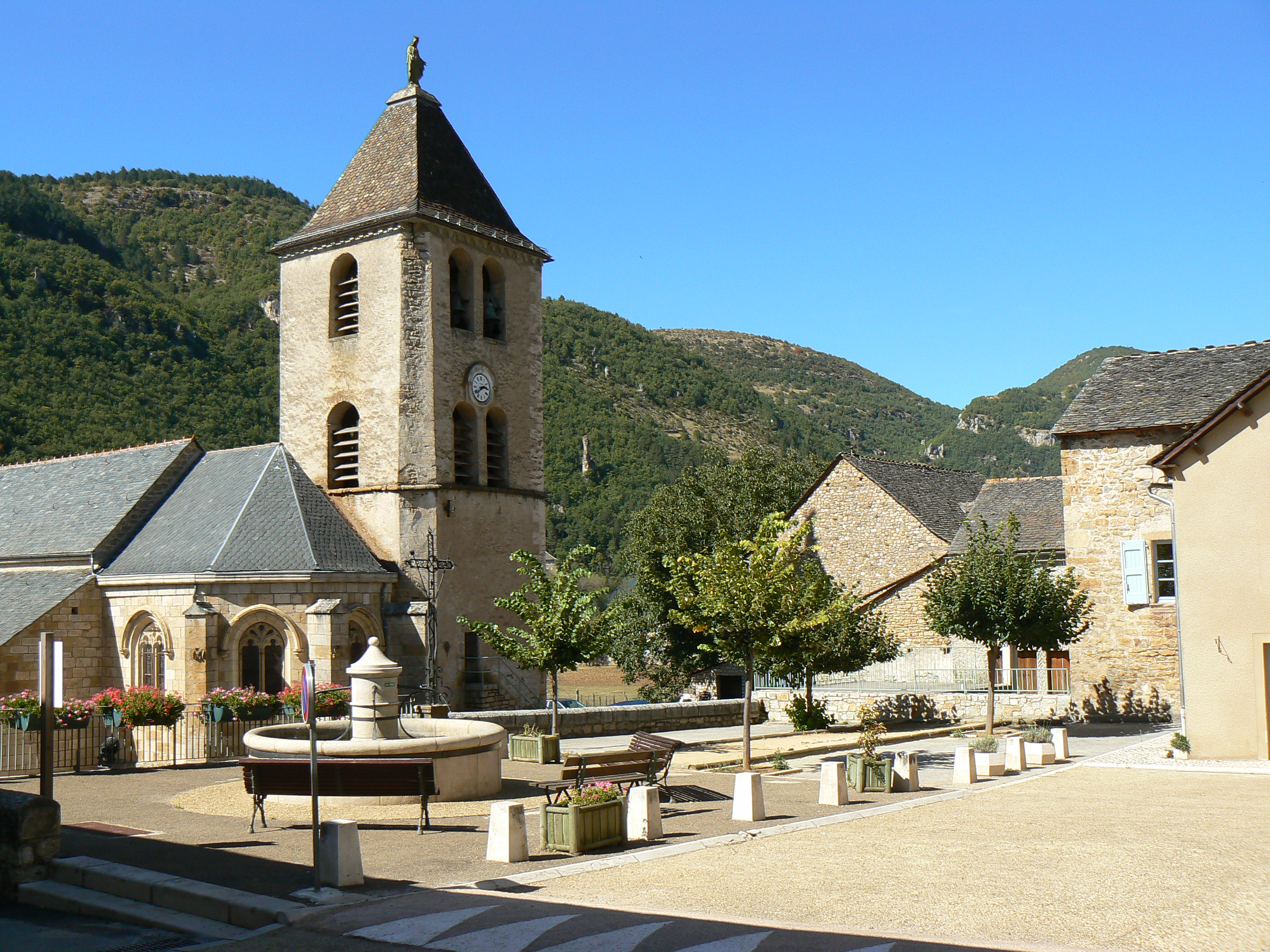
L'église de Quézac

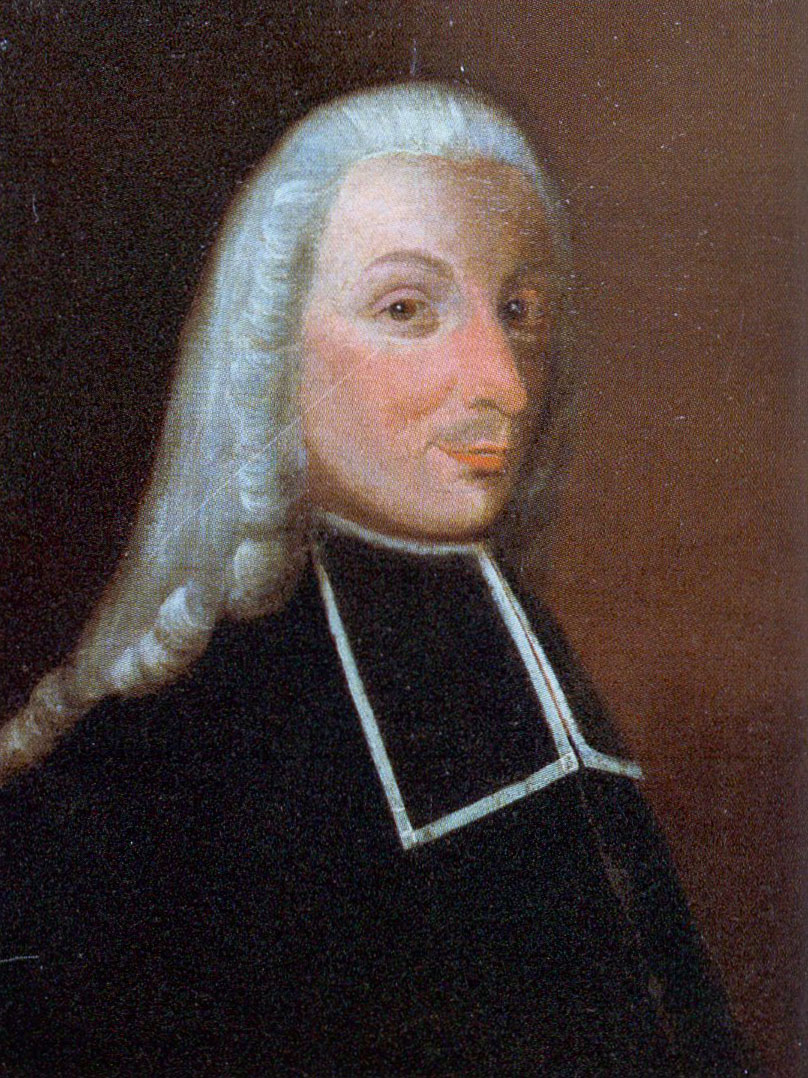
L'abbé du Chaila

Les pèlerinages locaux étaient très nombreux dans le diocèse. Certains perdurent jusqu'à nos jours.
Ainsi, dans le Valdonnez, tous les ans un pèlerinage se rendait sur le truc de Balduc, à la chapelle Saint-Alban. La légende raconte qu'une fois la messe dite éclatait systématiquement un grand orage.
À quelques kilomètres à l'est, sur la commune de Balsièges, le pèlerinage de Saint-Chaoussou s'est maintenu jusqu'à aujourd'hui. Un ermitage similaire se trouve au roc Saint-Gervais au-dessus du village des Douzes (entre Le Rozier et Meyrueis) dans les gorges de la Jonte. Ce lieu sert d'ailleurs de cimetière aux habitants du village.
Au nord du diocèse, sur la commune de Paulhac-en-Margeride, se trouvait une église dans un lieu escarpé, Notre-Dame-de-Beaulieu. Cette église était le lieu d'un important pèlerinage. La ferveur fut la plus importante durant les ravages de la Bête du Gévaudan, surtout en l'année 1767.
Notre-Dame de Quézac a longtemps été l'un des plus gros pèlerinages du diocèse. C'est d'ailleurs pour cela que le pape Urbain V avait fait construire un pont sur le Tarn afin de faciliter l'accès aux pèlerins.
Sainte Thècle est depuis longtemps vénérée dans le diocèse. Ainsi l'ancienne paroisse de Rocles l'avait choisi comme sainte patronne. À Mende, les cryptes sous la cathédrale lui sont dédiées. Il existe une chapelle sur la commune de Saint-Bonnet-de-Chirac où un pèlerinage est organisé tous les ans avant le 24 septembre.

## Les saints et bienheureux

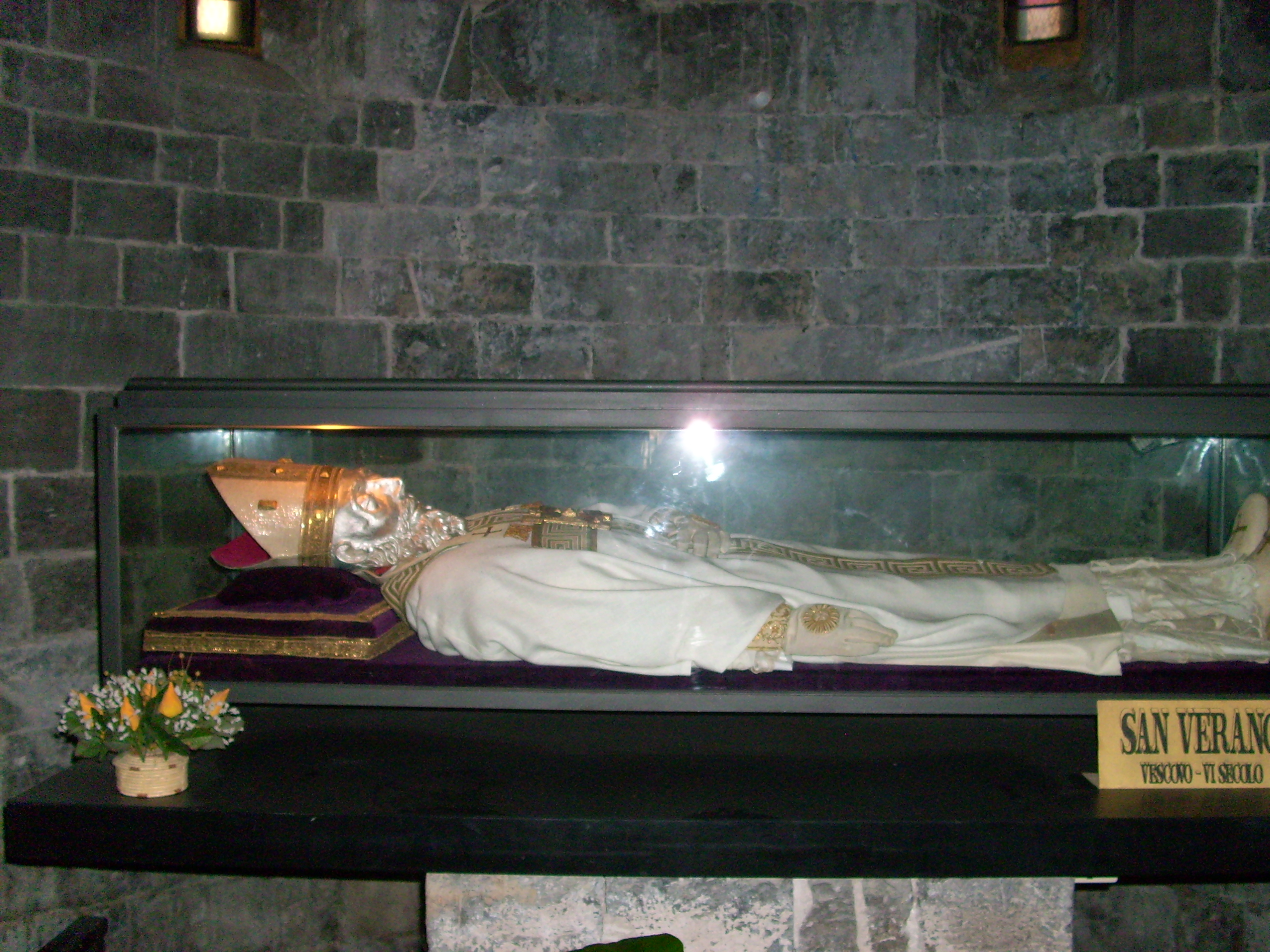
Gisant de Véran de Cavaillon

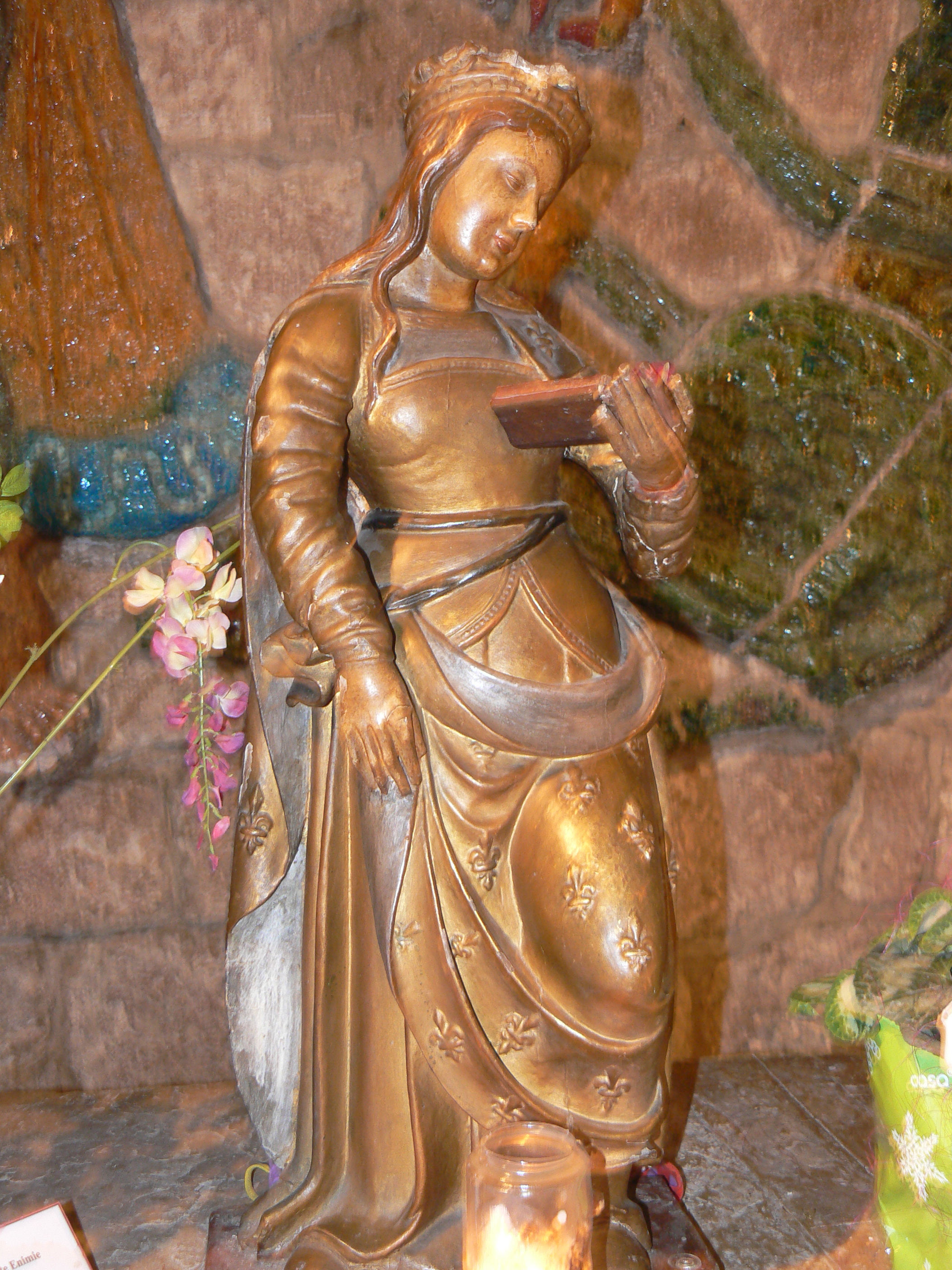
Sainte Énimie

Officiellement, le diocèse de Mende reconnaît un bienheureux, une sainte et sept saints :
Chronologiquement, le premier de ces saints est le saint patron du diocèse, Privat de Mende. Il fut envoyé par Austremoine, évêque de Clermont et fut évêque de Mende durant les invasions vandales, sous les règnes de Valérien et Gallien. Il subit le martyre sur les hauteurs de Mende. À la suite de cela, les troupes vandales auraient épargné le peuple. Il est fêté le 21 août.
Vient ensuite, saint Ilpide, contemporain de Privat. Il était païen avant sa conversion auprès de l'évêque Privat. C'est lui qui aurait recueilli le corps de ce dernier après son martyre, et l'aurait enseveli là où se dresse maintenant la cathédrale. Il aurait également enseveli saint Julien de Brioude. Il aurait à son tour subit le martyre. Il est également vénéré dans le diocèse du Puy. Il est fêté le 16 juin.
Au IXe siècle, l'évêque du diocèse était Firmin, mais on ne sait où se situait le siège de l'évêché. Les actes de sa vie sont peu connus, mais son tombeau aurait été retrouvé en 1956 dans l'église de Banassac. C'est ce choix de sépulture qui vient étayer la théorie que le siège de l'évêché s'était fixé durant un temps à Banassac-La Canourgue. Il est fêté le 14 janvier.
Le saint suivant est également vénéré dans le Vaucluse et les Hautes-Alpes, et est connu sous le nom de Véran de Cavaillon. Sa vie est entourée de légende. Né dans le Valdonnez ou à Barjac, il est ordonné prêtre en 540, puis devient évêque de Cavaillon en 568. Il aurait accompli plusieurs miracles dans la région de Fontaine-de-Vaucluse, débarrassant notamment la Sorgue du Coulobre. Il est fêté le 11 septembre.
Durant ce même VIe siècle, naquit vers Javols Louvent ou Lupien. Il était abbé du monastère de Saint-Privat situé sur les hauteurs de Mende. Le comte de Gévaudan, Innocent, l'accuse d'avoir prononcé des propos injurieux à l'encontre de la reine Brunehilde. Il se rend donc à la cour de la reine, où il est lavé de ces accusations. Alors qu'il traverse la Champagne, sur le chemin du retour, il est décapité par des hommes du comte. Reconnu martyr, il est fêté le 22 octobre.
Toujours au VIe siècle, l'un des évêques du diocèse fut Ilère ou Hilaire, qui participe au concile de Clermont en novembre 535. Il aurait fait construire le monastère de Burlatis (Sainte-Enimie) et aurait résisté d'abord à la percée wisigothe en Gévaudan, puis à l'incursion des Francs. Il tint contre ses derniers un siège depuis le château du Castel Merlet au-dessus de La Malène dans les gorges du Tarn. Il est fait mention d'un second saint Ilère, évêque de Mende, contemporain de sainte Énimie, mais son historicité est remise en cause. Il est fêté le 25 octobre.
La seule sainte du diocèse aurait vécu au VIIe siècle. Supposée fille du roi Clotaire II, et sœur de Dagobert Ier, Énimie était donc une princesse mérovingienne. Atteinte de la lèpre, elle aurait suivi un ange jusqu'à une source miraculeuse à Burlatis dans les gorges du Tarn. Sa vie est remplie de miracles et de légendes, de sa guérison à sa lutte épique contre le démon appelé drac. Elle est fêtée le 6 octobre.
L'un des évêques les plus marquants du diocèse est Frézal, sur le siège de saint Privat au IXe siècle. Très aimé de ses contemporains, il aurait mis fin, après des siècles de lutte de la part de ses prédécesseurs, aux cultes païens qui persistaient autour du lac de Saint-Andéol. Il aurait élu résidence à La Canourgue, où il aurait sa sépulture dans la chapelle qui porte son nom. En 828, il est assassiné, la tête tranché, par son propre neveu, Bucilinus, appelé à lui succéder à l'épiscopat. Le neveu serait mort le même jour, comme puni de son crime. Il est fêté le 4 septembre.
Enfin, Guillaume de Grimoard, plus connu sous le nom du pape Urbain V a été béatifié en 1870 par Pie IX. C'est d'ailleurs le seul des papes d'Avignon à avoir été béatifié. Né au château de Grizac, vers le Pont-de-Montvert, il fut moine profès, abbé de Saint-Germain d'Auxerre, puis de Saint-Victor de Marseille. Il devint pape en septembre 1362. Son pontificat fut marqué par une grande volonté de ramener la papauté dans la ville éternelle de Rome, ce qui ne fut possible que sous le pontificat de son successeur. Il est l'avant-dernier pape français. Il était traditionnellement fêté le 19 décembre (jour de sa mort) depuis le calendrier liturgique de Paul VI qui le considère comme saint bien qu'il ne le soit pas officiellement. Cependant, depuis le concile Vatican II, sa fête a été déplacée au 6 novembre, jour de son couronnement.

## Patrimoine

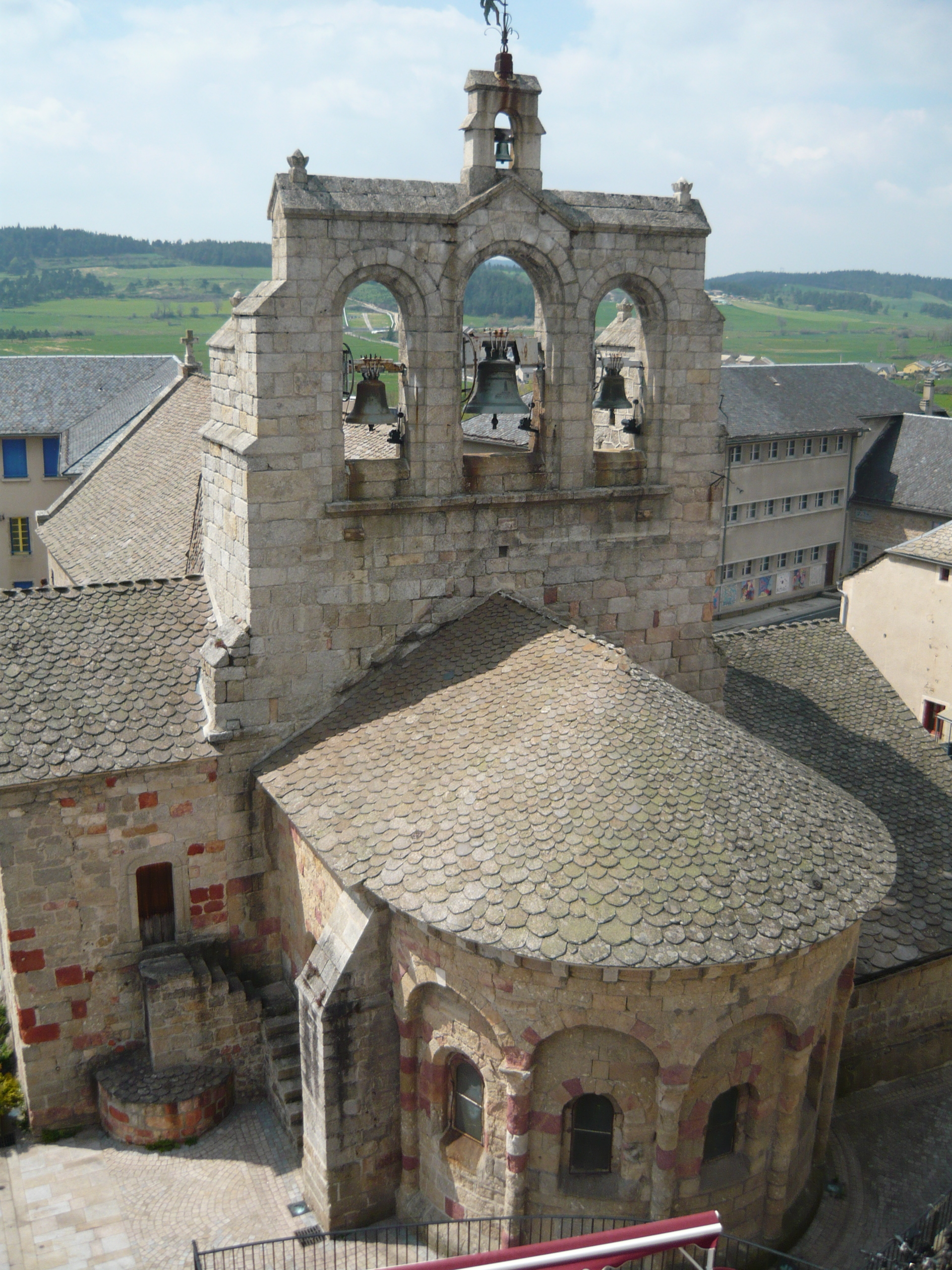
L'église de Saint-Alban-sur-Limagnole

Mises à part la basilique-cathédrale de Mende (gothique) et l'église de Bédouès (néo-gothique), l'ensemble du patrimoine du diocèse est de style roman. L'architecture et la pierre employée varient cependant beaucoup en fonction des régions naturelles du diocèse. Ainsi, les églises de la Margeride et de l'Aubrac sont souvent en granite, avec un clocher-mur imposant. Les églises de Margeride étaient fréquemment peintes, ce que l'on retrouve aussi dans la vallée du Lot.
Les églises des Cévennes sont généralement plus petites et en schiste. Elles ont souvent été transformées en temple protestant avant de revenir, parfois, dans le giron catholique. L'un des exemples les plus caractérisants est l'église Notre-Dame-de-Valfrancesque appelée aussi temple de la Boissonade puisque l'édifice est protestant depuis 1832. Cette église serait la plus ancienne du département encore debout. Elle est classée au titre des monuments historiques depuis 1929.
Ce sont au total 41 églises du diocèse qui sont protégées au titre des monuments historiques, auxquelles il faut ajouter 4 chapelles (Saint-Frézal à La Canourgue, Notre-Dame-de-Cénaret à Mas-Saint-Chély, Les Beaumes et La Madeleine à Pied-de-Borne), mais aussi la cathédrale.
Si la grande majorité des églises a été construite sous l'Ancien Régime, des églises ont été reconstruites et de nouveaux édifices ont été construits au XIXe siècle. C'est le cas par exemple à Mende de la chapelle de l'Ermitage (vers 1850) et de l'église du Carmel (1883) ou encore de l'église de Saint-Germain-du-Teil (1880).
Le diocèse compte cinq anciennes collégiales (Notre-Dame de Quézac, Notre-Dame de la Carce à Marvejols, Saint-Hippolyte au Malzieu, Saint-Martin à La Canourgue, et Bédouès) ainsi qu'une basilique mineure, la cathédrale ayant été érigée à ce rang en 1874 par le pape Pie IX,,.

## Organisation

### Les évêques de Mende
La tradition avait conservé saint Sévérien comme premier évêque de Mende. Son nom a été effacé par Gabriel de Choiseul-Beaupré car il s'agirait d'une confusion avec Sévérien de Gabala. Toujours est-il que l'un des premiers à être considéré comme l'évêque du diocèse est saint Privat, le saint patron du diocèse.
Parmi ces évêques, plusieurs sont originaires du diocèse. Les familles barroniales que sont la maison de Peyre (Aldebert Ier, Aldebert II, Guillaume IV et Aldebert IV) et celle du Tournel (Aldebert III) ont apporté outre des évêques, plusieurs vicaires généraux. La famille Lordet de Chirac fournit deux évêques : Albert et son neveu Guillaume. Si l'on ne connaît son lieu de naissance Étienne III d'Auriac est dit originaire du Gévaudan. Les chevaliers pariers de La Garde-Guérin ont donné à l'Église de Mende Pons de La Garde, neveu de Gaucelin qui fut lui évêque de Lodève puis Maguelone. Mende n'est pas en reste, avec l'évêque Bompar Virgile. Enfin, au XXe siècle, un nouvel évêque lozérien est nommé  au siège de saint Privat, René Boudon. Paul Bertrand, qui fut évêque de Mende 1989 à 2001 est évêque émérite. Le 20 mai 2025, le pape Léon XIV nomme Jean Pelletier comme évêque du diocèse.

### Ancien Régime
Sous l'Ancien Régime, le territoire du diocèse possède six chapitres : celui de la cathédrale et les collégiales de Bédouès, Marvejols, Quézac, Saugues et du Malzieu,
Il est également divisé en quatre archiprêtrés : Saugues, Javols, Barjac et Cévennes. Chaque archiprêtrés est divisé en paroisses. Au début du XVIIIe siècle on dénombre 200 paroisses réparties ainsi : 57 pour Saugues au nord-est, 57 pour Javols à l'ouest, 42 pour Barjac au centre, également 42 pour les Cévennes et enfin les paroisses de Mende et son annexe du Chastel-Nouvel qui ne sont pas rattachées à un archiprêtré.

#### De la Révolution française à 2009
Durant le concordat, le nombre de paroisses est réduit à 151. mais une cinquantaine d'années plus tard, il s'élève à 215. Ces paroisses appartiennent à des doyennés eux-mêmes réparties entre les trois archiprêtrés. Ces nouveaux archiprêtrés correspondent sensiblement aux arrondissements alors en place (Marvejols, Mende et Florac).
Après le concile Vatican II, les archiprêtrés sont supprimés et le diocèse est divisé en six zones : Florac, Langogne, Marvejols, Mende et Saint-Chély-d'Apcher,. Le nombre de paroisses diminue progressivement : 138 en 1968, 133 en 1984.
Les zones sont elles-mêmes divisées en secteurs, parfois nommés communautés pastorales et qui reprennent sensiblement les contours des doyennés. Ces secteurs suivent plus ou moins les contours des cantons. La répartition se fait ainsi :
La zone de Florac regroupe Le Collet-de-Dèze, Florac, Meyrueis et Sainte-Enimie. La zone de Langogne a aussi quatre secteurs : Châteauneuf-de-Randon, Grandrieu, Langogne et Villefort. La zone de Marvejols possède seulement trois secteurs : La Canourgue, Marvejols et Le Massegros. La zone de Mende regroupe six secteurs du cœur du diocèse : Bagnols-les-Bains, Le Bleymard, Chanac, Mende, Rieutort-de-Randon et Valdonnez (canton de Mende-Sud). Enfin, la zone de Saint-Chély-d'Apcher compte également six secteurs : Aumont-Aubrac, Fournels, Le Malzieu-Ville, Nasbinals, Saint-Alban-sur-Limagnole et Saint-Chély-d'Apcher.

#### Depuis 2009

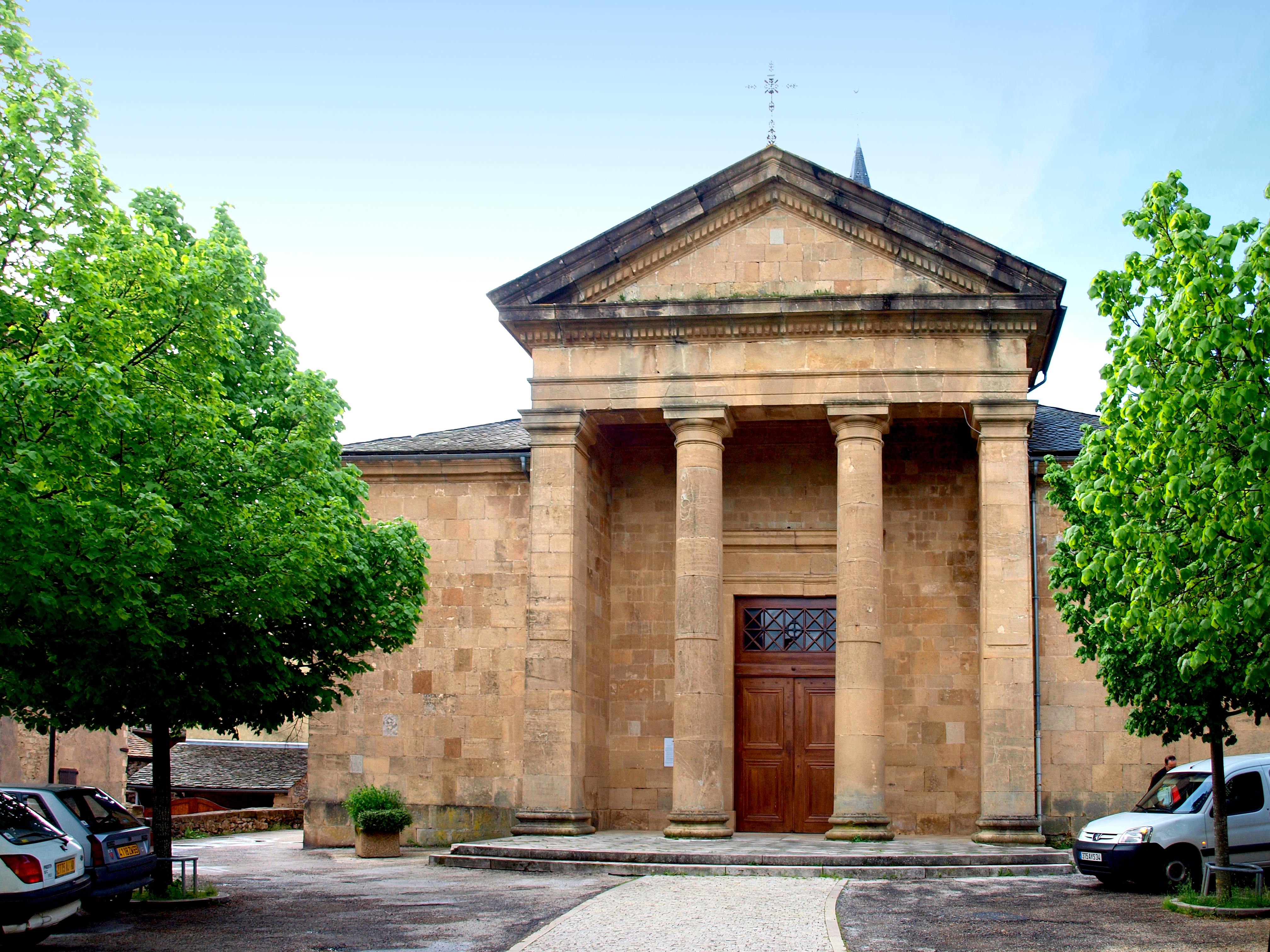
Porche de l'église Saint-Martin de Florac

À partir de 2009, pour faire face à la baisse du nombre de pratiquants, et au manque de curés et de diacres, les subdivisions du diocèse sont entièrement revues pour se limiter à cinq paroisses. Disparaissent ainsi les notions de zone et de secteur. Les messes ont ainsi lieu de manière alternative entre les différents clochers, un pour chaque ancienne paroisse.
La paroisse Saint-Jacques a son siège à Saint-Chély-d'Apcher (église paroissiale Saint-Hilaire). Elle compte quatre curés in solidum et un prêtre associé. Elle regroupe 52 clochers (répartis sur 46 communes) du nord ouest du diocèse, qui appartenaient auparavant à la zone pastorale de Saint-Chély-d'Apcher.
La paroisse Sainte-Thérèse-de-l'Enfant-Jésus a son siège à Langogne (église paroissiale Saint-Gervais-Saint-Protais). Elle compte quatre curés in solidum, un prêtre associé et un diacre. Elle regroupe 37 clochers de l'est du diocèse, qui appartenaient auparavant à la zone de Langogne. Parmi ces églises, quatre appartiennent au diocèse voisin de Viviers : Le Plagnal, Laveyrune et Lespéron et Saint-Alban-de-la-Montagne,.
La paroisse Saint-Privat a son siège à Mende (Basilique-Cathédrale Notre-Dame-et-Saint-Privat). Elle compte trois curés in solidum, huit prêtres associés et quatre diacres. Elle compte 33 clochers du centre du diocèse, qui appartenaient auparavant à la zone pastorale de Mende. En plus de ces clochers, à Mende, des messes sont données régulièrement dans les églises, couvents ou chapelles de la ville (qui n'apparaissent pas dans le décompte des clochers).
La paroisse Saint-Frézal a son siège à Marvejols (église Notre-Dame-de-la-Carce). Elle compte quatre curés in solidum, cinq prêtres associés et deux diacres. Elle regroupe 37 clochers (répartis sur 24 communes) du sud ouest du diocèse, qui appartenaient auparavant à la zone paroissiale de Marvejols.
Enfin, la paroisse Saint-Joseph a son siège à Florac (église Saint-Martin). Elle compte trois curés in solidum et trois prêtres associés. Elle regroupe 34 clochers du sud du diocèse, qui appartenaient auparavant à la zone paroissiale de Florac. À ces clochers, il faut ajouter six anciennes paroisses (Le Collet-de-Dèze, Saint-Hilaire-de-Lavit, Saint-Julien-des-Points, Saint-Martin-de-Boubaux, Saint-Privat-de-Vallongue et Vialas) qui sont desservies par le diocèse de Nîmes et deux (Le Rozier et Le Truel) qui sont desservies par le diocèse de Rodez et Vabres.

### Administration et services diocésains
Outre l'évêque, l'administration du diocèse se répartit en un vicaire général, un chancelier, un responsable des actes de catholicité, un archiviste diocésain, un économe diocésain, un official et un responsable des legs.
Cinq conseils s'assurent d'administrer la vie du diocèse : le conseil épiscopal, le conseil presbytéral, le collège des consulteurs, le conseil diocésain pour les affaires économiques et le conseil diocésain des pastorale.
Le diocèse assure plusieurs missions, par le biais de différents services : Services pastoraux (catéchèse et catéchuménat, formation permanente, pastorale de la santé, pastorale de la solidarité, aumôneries, communication, pèlerinages...), des Services généraux et administratifs (économat, archives...).

### Médias
Plusieurs journaux ont été fondés par des habitants du diocèse. Ainsi, l'abbé Alexis Solanet était au début du XXe siècle le directeur de la Semaine religieuse de Mende. La Croix de Lozère a disparu à la fin de la Seconde Guerre mondiale, cédant la place à Lozère nouvelle. De plus, le diocèse édite une revue mensuelle intitulée Église en Lozère.
Par ailleurs, le diocèse bénéficie d'une radio locale RCF Lozère, décrochage du réseau RCF.
Le diocèse possède aussi un site internet : www.diocese-mende.fr permettant de communiquer sur tout ce qui se vit au sein du diocèse et de donner des renseignements sur tout type d'informations liées à la vie de l'Église locale de Lozère.

### Enseignement
Le diocèse assure la tutelle de l'enseignement catholique dans le département de la Lozère par le biais de la direction diocésaine de l'enseignement catholique, au moyen de 39 établissement répartis sur tout le département. La répartition se fait en vingt-huit écoles primaires, six collèges et cinq lycées dont quatre d'enseignement général et professionnel, les lycées Saint-Pierre-Saint-Paul à Langogne, Saint-Joseph à Marvejols, Notre-Dame à Mende et Sacré-Cœur à Saint-Chély-d'Apcher et un lycée agricole, le lycée Terre Nouvelle à Marvejols. Ces structures, qui disposent de 15 internats, accueillent environ 6 000 élèves chaque année.

### Communautés religieuses

#### Ancien Régime

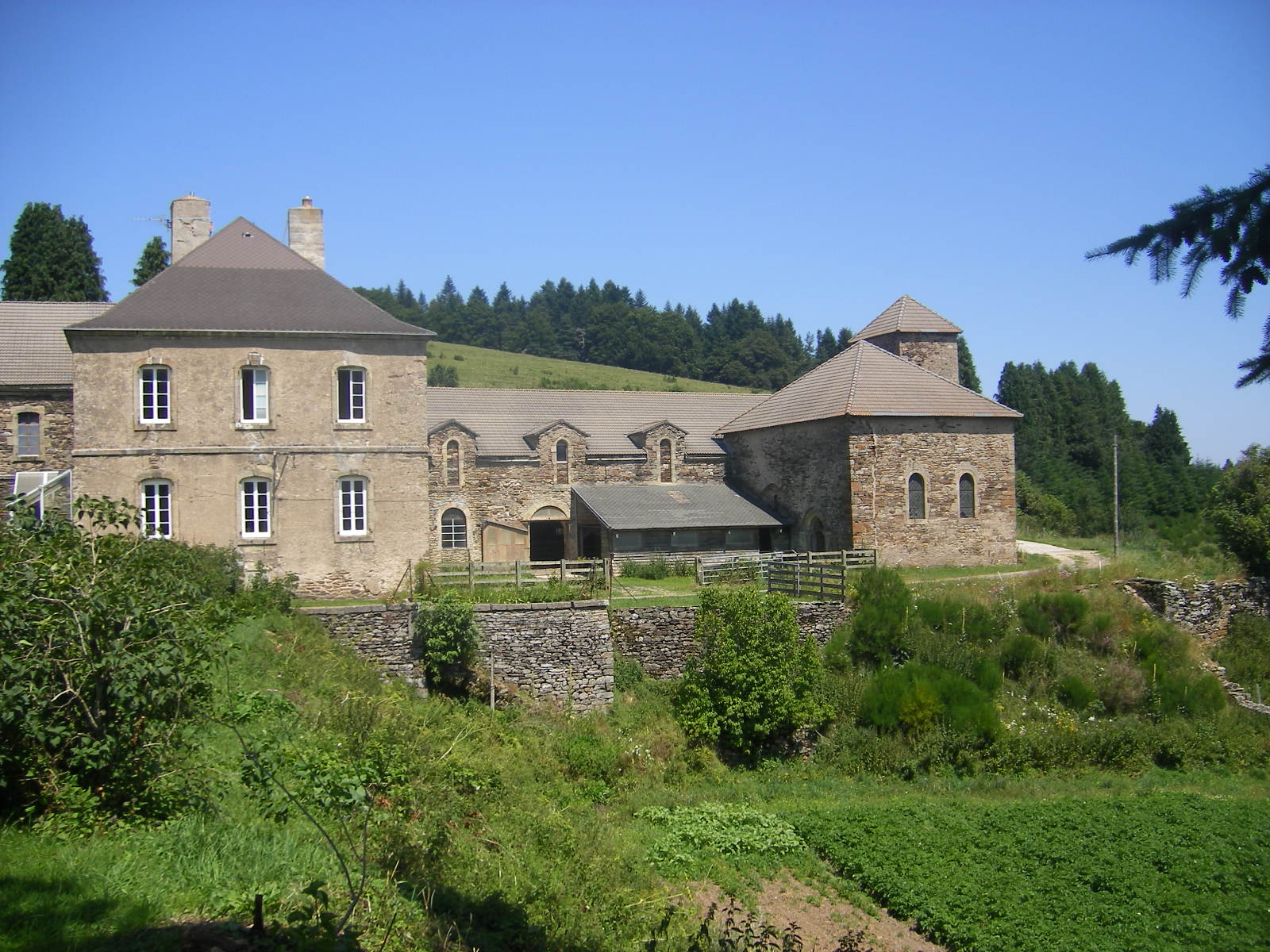
L'ancienne abbaye de Mercoire

Sous l'Ancien Régime, le diocèse était riche en communautés religieuses, bien que leur rayonnement fut principalement local.
Ainsi, se trouvaient cinq monastères pour les hommes. Le premier, chronologiquement, est le monastère de Sainte-Enimie, fondé au VIe siècle. Relevé au Xe siècle, il a été placé sous la protection de l'abbaye Saint-Chaffre. Il a été désaffecté à partir de 1790.
Le monastère de La Canourgue passe pour être aussi ancien. Il a été placé sous la protection de l'abbaye Saint-Victor de Marseille par l'évêque Aldebert Ier de Peyre. L'église, aujourd'hui église paroissiale, a été en partie détruite en 1670 du fait de l'effondrement du clocher. Il a lui aussi été abandonné peu avant la Révolution française.
Au Xe siècle, le comte du Gévaudan permet au moines de l'abbaye de Saint-Chaffre de bâtir le monastère de Langogne.
Les deux derniers sont construits au siècle suivant, à l'initiative de l'évêque Aldebert Ier de Peyre. Le monastère Saint-Sauveur-de-Chirac, fondé conjointement par le baron de Peyre, frère de l'évêque, est placé dès sa fondation sous la protection de l'abbaye Saint-Victor de Marseille. C'est dans ce monastère que le futur pape Urbain V fait une partie de son noviciat. D'abord bénédictin, le monastère appartient aux jésuites au XVIe siècle. Il est vendu comme bien national à la Révolution française. Le monastère du Rozier est de la même époque. En plus de l'évêque, les seigneurs de Canilhac ont beaucoup aidé à sa fondation. Un des membres de la famille, Pons, été abbé d'Aniane, abbaye bénédictine sous laquelle le monastère plaça sa protection.
De plus, de nombreux moines du diocèse rejoignaient la domerie d'Aubrac, à la frontière entre le Rouergue et le Gévaudan. La domerie recevait de nombreux dons des barons de Cénaret et de Peyre, et le dom avait droit d'entrée aux États particuliers du Gévaudan.
À cette liste de monastères, il faut ajouter deux abbayes pour les femmes. La plus ancienne est l'abbaye de Mercoire, abbaye cistercienne fondée au XIIe siècle par la maison de Randon. Elle n'était rattachée à aucune maison mère, mais était liée à l'abbaye masculine de Mazan en Vivarais. Elle est dissoute en 1792, et les bâtiments sont toujours visibles. L'autre était l'abbaye du Chambon, abbaye bénédictine fondée au XIIIe siècle par la maison de Peyre sur ses terres. Elle disparaît en 1792, le bâtiment est aujourd'hui en ruines.

#### Époque contemporaine
Neuf communautés existent encore dans le diocèse. Si toutes suivent des règles de vie consacrée, il y a peu de couvent. Parmi ses communautés, deux ne sont pas rattachées à un lieu précis, mais sont constituées d'un regroupement de plusieurs communautés du diocèse : l'institut Saint-Joseph et la Sainte-Famille.
Quatre communautés se trouvent à Mende : les sœurs de l'adoration de Picpus (couvent de l'adoration), le couvent Carmel,, la communauté religieuse des Servantes des pauvres de Jeanne Delanoue et les servantes du Sacré-Cœur.
Les autres se situent à Marvejols (communauté des dominicaines Notre-Dame-du-Rosaire), Saint-Chély-d'Apcher (communauté des frères du Sacré-Cœur) et Villefort (communauté jésuite de la Viale). Enfin, les ursulines de l'Union romaine, sont divisées en deux communautés Sainte-Angèle, basées l'une à Chirac et l'autre à Ispagnac.

## Ecclésiastiques originaires du diocèse
Ne sont pas répertoriés ici les ecclésiastiques qui ont fait leur carrière exclusivement au sein du diocèse de Mende.

### Pape

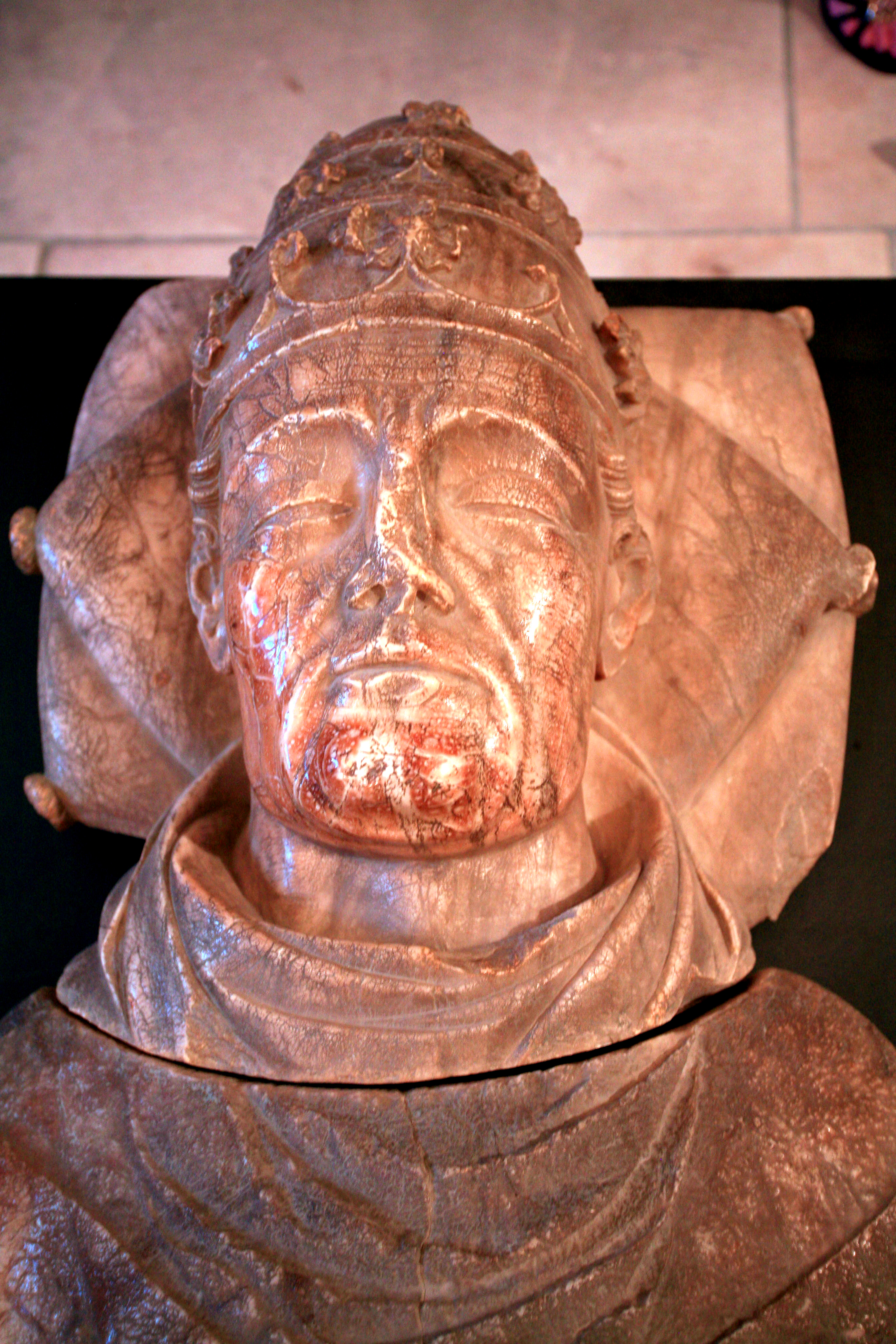
Le pape Urbain V

- Guillaume de Grimoard[136], 1309-1370, pape sous le nom d'Urbain V

### Grands maîtres de l'ordre Hospitalier
- Guillaume de Villaret[137], ?-1305, grand prieur de Saint-Gilles, 1er recteur du comtat venaissien et 24e grand maître de l'ordre de Saint-Jean de Jérusalem
- Foulques de Villaret[137], ?-1329, 25e grand-maître de l'ordre de Saint-Jean de Jérusalem

### Cardinaux
- Pierre Blavi[138], ?-1409, créé cardinal-diacre de Saint-Ange par l'antipape Benoît XIII, puis cardinal de Saint-Jean-Saint-Paull par l'antipape Alexandre V.
- Guillaume Bragosse[139], ?-1369, évêque de Vabres, créé cardinal-prêtre de Saint-Laurent par Innocent VI et grand pénitencier apostolique.
- Raymond de Canillac, 1300-1373, cardinal-prêtre de Sainte-Croix-de-Jérusalem puis cardinal-évêque de Palestrina, créé par Clément VI.
- Anglic de Grimoard[140], 1320-1388, vicaire général du archidiocèse d'Avignon, cardinal-prêtre de Saint-Pierre-aux-Liens, puis cardinal-évêque d’Albano créé par Urbain V, doyen du collège des cardinaux.
- Dominique de La Rochefoucauld[N 8],[141], 1713-1800, archevêque d'Albi (1747-1759), puis archevêque de Rouen (1759-1800), abbé de Cluny (1757-1790), créé cardinal par Pie VI.

### Archevêques
- Placide-Louis Chapelle[142], 1842-1905, évêque d'Arabissus (1891-1894), archevêque de Santa-Fé (1894-1897) puis archevêque de la Nouvelle-Orléans (1897-1905).
- Albert Nègre[143], 1853-1931, évêque de Tulles puis archevêque de Tours.
- Blaise-Armand de Sabadel[143] - ou Pie de Langogne -, 1850-1914, archevêque de Corinthe.
- Victor Sartre, 1902-2000, évêque de Vaga (1948-1955) puis archevêque d'Antananarivo (1955-1960).

### Évêques

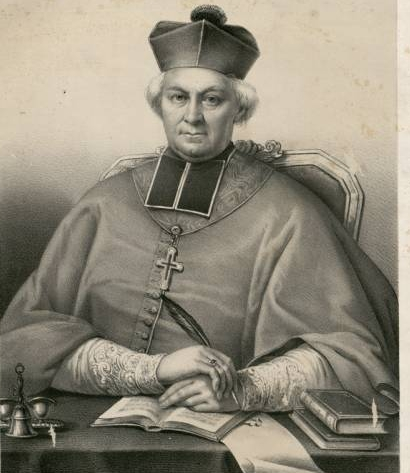
Monseigneur Fayet

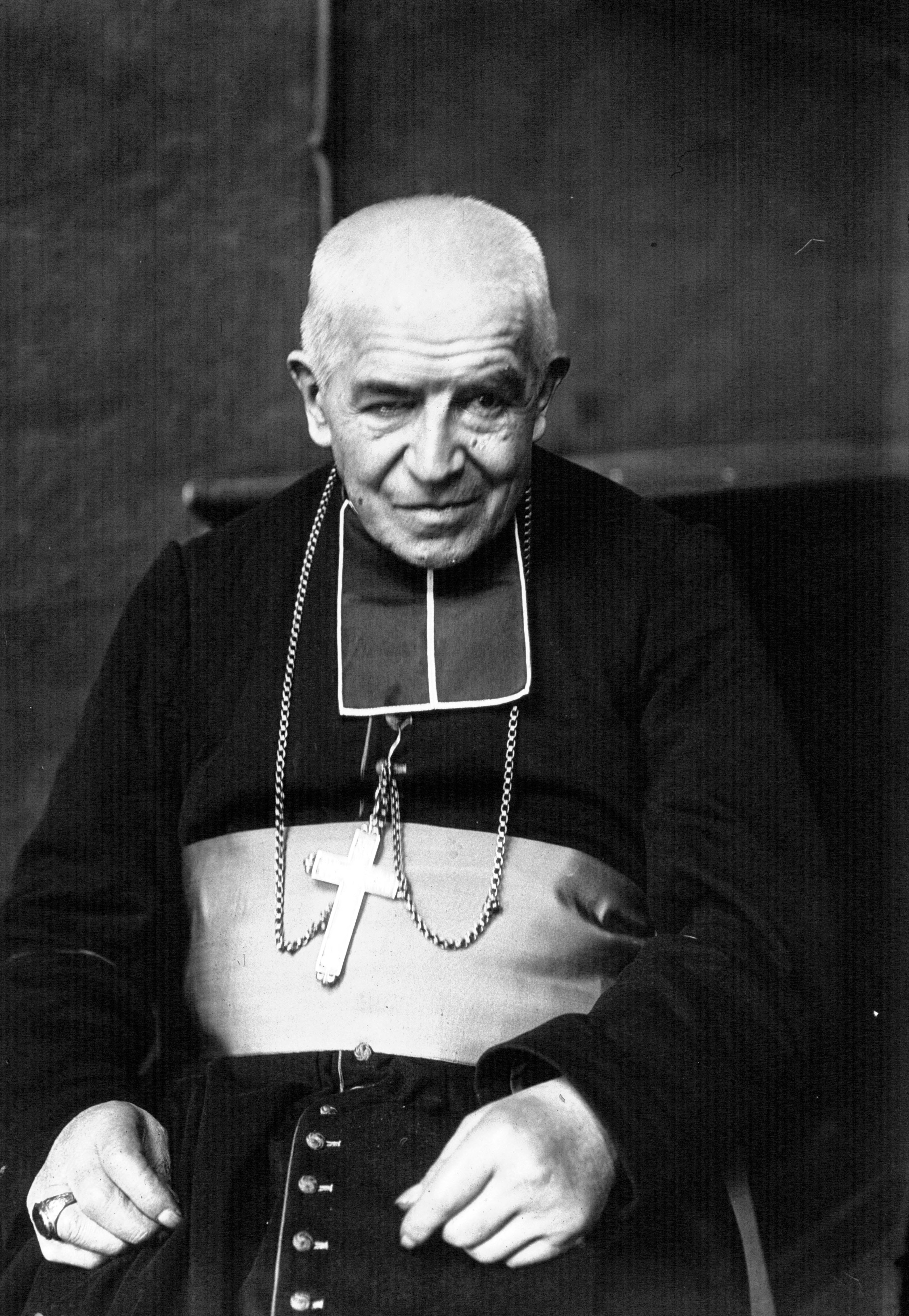
Monseigneur du Pont de Ligonnès

- Bernard Alamand[144], ?-?, évêque de Condom de (1369-1401)
- François d'Alteroche[145], né en ?, évêque d'Ayaviri (1982 - 1991)
- Francis Bestion[146], évêque de Tulle de décembre 2013 à octobre 2024 puis évêque de Blois.
- Étienne Blanquet de Rouville[147], 1768-1838, évêque auxiliaire de Reims et évêque in partibus de Numidie (de)
- Abbon-Pierre-François Bonnel de la Brageresse[148], 1757-1844, évêque de Viviers (1825-1841) puis évêque émérite de Viviers (1841-1844)
- Joseph-Michel-Frédéric Bonnet[149], 1835-1923, évêque de Viviers (1876-1923)
- Sylvestre-Antoine Bragouse de Saint-Sauveur, né en 1748, nommé évêque de Poitiers en 1809, il n'en est qu'administrateur car sa nomination est refusée par le pape Pie VII. Il reste en poste jusqu'en 1816
- Paul-Marie-Édouard Bresson[150], 1884-1967, vicaire apostolique de Nouvelle-Calédonie, évêque titulaire de Cestrus (de).
- Bertrand de Cadoene, ?-?, évêque de Saint-Flour (1413-1426), puis d'Uzès (1427-1441)
- Pierre de Canillac, ?-?, évêque de Saint-Pons-de-Thomières (1353-1361) puis de Maguelone (1361-1361)
- Bernard de Castelnau[N 9], ?-?, évêque de Saint-Papoul (1370-1375)
- Jean-Baptiste-Maximilien Chabalier[151],[152], 1887-1955, vicaire apostolique de Phnom-Penh, évêque de Pharan (de)
- Alexandre Chabanon[153], 1873-1936, vicaire apostolique de Huê, évêque titulaire de Bitylie (de)
- Jean-Baptiste Charbonnier[154], 1842-1888, père blanc, vicaire apostolique de Taganyika, évêque titulaire d'Utique (de)
- Louis Dalle[155], 1922-1982, évêque d'Ayaviri de 1971 à 1982
- Jean-Jacques Fayet[156], 1786-1849, évêque d'Orléans de 1842 à 1849
- Jean-Baptiste Amédée de Grégoire de Saint-Sauveur, 1709-1792, évêque de Bazas (1746-1789), député du clergé pour la sénéchaussée de Bazas aux états généraux de 1789.
- Gaucelin de La Garde de Chambonas[157], ?-1304, évêque de Lodève (1292-1296) puis évêque de Maguelonne de (1296-1304)
- Étienne de Gévaudan, ?-?, évêque du Puy (995-998)
- Dominique de Lastic de Fournels, 1742-1795, évêque de Couserans (1779-1790)
- Victor-Omésime-Quirin Laurans, 1842-1911, évêque de Cahors (1906-1911)
- Charles-Louis Lavigne, 1850-1913, évêque au Malabar et à Tricomali (Sri Lanka)
- Vital de Lestang, 1588-1652, évêque de Carcassonne (1621-1652)
- Henry Maret, 1805-1884, théologien, évêque in partibus de Sura (de), archevêque titulaire de Lépante (de)
- Paul Nègre, 1853-1940, évêque titulaire de Cybistra (de), évêque auxiliaire de Viviers puis de Rodez-Vabres
- Aldebert de Peyre, ?-?, évêque de Viviers (1297-1306)
- Charles de Ligonnès, 1845-1925, évêque de Rodez-Vabres (1906-1925)
- Hugues Raimbaud, ?-?, évêque de Condom (1401-1405)
- Léon Soulier, né en 1924, évêque de Pamiers puis de Limoges, aujourd'hui évêque émérite de Limoges
- Augustin-Marie Tardieu[158], 1872-1942, vicaire apostolique de Quy Nhon, évêque titulaire de Vada (de).
- Jean-Antoine Trocellier[159], 1888-1958, vicaire apostolique de Mackenzie, évêque titulaire d'Adramytte (de).
- Véran de Cavaillon, ?-589, évêque de Cavaillon (?-589)
- Odilon Fages[160], 1875-1939, vicaire apostolique d'Orange (Afrique du Sud), évêque titulaire de Mulia (de)
- Jean-François de Maillan (1747-1819), de Laval-du-Tarn, fut abbé de Perrey-Neuf et de Saint-Georges-sur-Loire. Il fut nommé en 1819 évêque de Saint-Flour et du Puy mais mourut avant d'être consacré[161].

### Abbés et abbesses

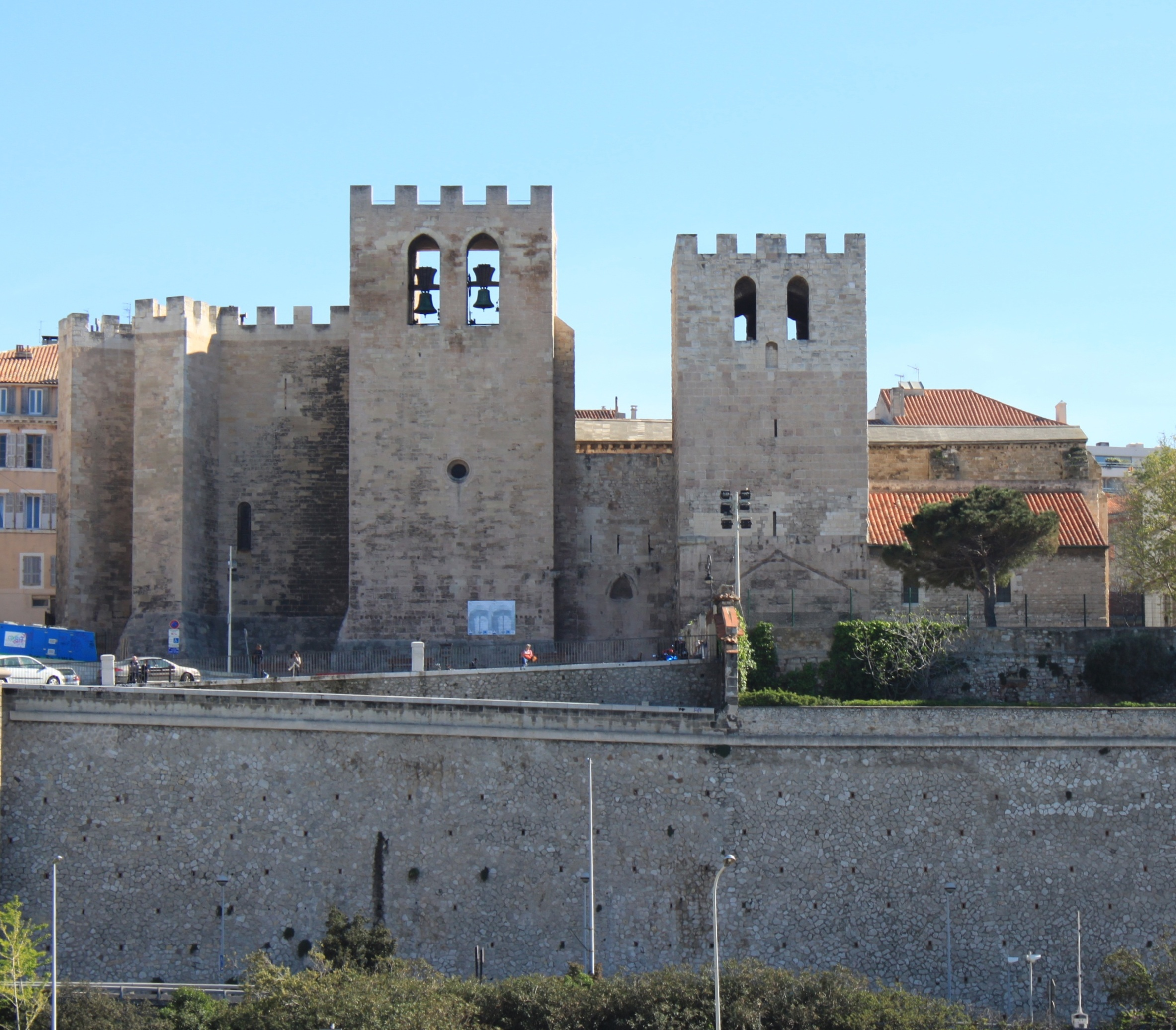
L'abbaye Saint-Victor de Marseille qui a eu une grande influence dans le diocèse

Plusieurs grandes abbayes ont été administrées par des personnes originaires du diocèse de Mende. On retrouve ainsi les abbés suivantes :
- Abbaye Saint-Victor de Marseille : Astorg de Canillac (abbé Astorigius, de 1181 à 1192), Raymond Lordet (de 1288 à 1293) et Guillaume de Grimoard (de 1361 à 1364). À cette liste, on pourrait ajouter Bernard et Richard de Millau (1065 à 1106), issus de la maison vicomtale du Gévaudan.
- Abbaye de Cluny : Raymond de Cadoëne (1400-1416), Dominique de La Rochefoucauld (1757-1790)
- Abbaye de la Chaise-Dieu : Albert de Molette (de 1258 à 1282)
- Abbaye Saint-André de Villeneuve-lès-Avignon : Raymond d'Apcher (de 1354 à 1361)
- Abbaye Saint-Chaffre : Raimond de Barjac
- Abbaye d'Aniane : Pons I, Guy et Pons II de Canillac
- Abbaye de Saint-Thibéry : Guillaume de Canillac (de 1291 à 1296)
- Abbaye de Saint-Guilhem-le-Désert : Guillaume de Cénaret (de 1426 à 1458)
- Abbaye de Saint-Alyre : Bernard Lordet
- Abbaye de Mazan : Pierre de Molette
- Domerie d'Aubrac : Bernard de Cénaret

Les abbesses originaires du Gévaudan, l'ont souvent été dans des abbayes des diocèses limitrophes :
- Abbaye Notre-Dame de Bellecombe : Isabelle de Tournel (vers 1303), Isabelle II de Tournel (vers 1310), Hyselle de Tournel (de 1238 à 1258), Isent II de Tournel (de 1385 à 1295) et Louise de Molette de Morangiès (en 1694)
- Abbaye Saint-Pierre de Blesle : Ermengarde de Verdezun (vers 1292) et Agnès de Verdezun (de 1330 à 1353)
- Abbaye de Notre-Dame d'Arpajon : Héraille de Cénaret
- Abbaye de Saint-Pierre-des-Chazes : Guillemette de Peyre

Par ailleurs, Jourdaine de Villaret, sœur du grand-maître hospitalier Guillaume de Villaret fut la première prieure du prieuré de Fieux à Issendolus dans le Quercy.

### Autres
- Noël Chabanel, 1613-1649[N 10], missionnaire jésuite, assassiné au Canada, canonisé en 1930.
- Guy de Chauliac, vers 1298-1368, considéré comme le père de la chirurgie médicale et médecin des papes Clément VI, Innocent VI et Urbain V. Il était par ailleurs chanoine, puis prévôt de Saint-Just (Lyon) et chanoine de Mende.
- François de Langlade du Chayla, 1647-1702, archiprêtre des Cévennes, missionnaire au Siam, son assassinat entraîna la guerre des Camisards.
- Joseph de Finance, 1904-2000, jésuite et philosophe néothomiste.
- Elzéar de Grimoard[163], ?-?, prieur général de l'ordre des Chartreux (1361-1367)
- Guérin[N 11], 1157-1227, chancelier de France et évêque de Senlis (1213-1227)
- Alphonse Magnien[164], 1837-1902, supérieur du séminaire St. Mary's dans le Maryland, qui a grandement influencé la formation dans les séminaires aux États-Unis.
- Aristide Pierre Maurin, 1877-1949, activiste catholique aux États-Unis et au Canada
- Émile Osty, 1887-1981, chanoine, auteur d'une traduction de la Bible[165].
- Jean Fromental Cayroche, 1895-1978, (en religion Frère Juanito), Frère des Écoles Chrétiennes au Mexique, Fondateur de la congrégation des Sœurs Guadaloupaines De La Salle.